# 凡尔赛宫
凡尔赛宫（法語：Château de Versailles）位于法国巴黎西南郊外伊夫林省的省会凡尔赛，1682年由太陽王路易十四开始建造，分多阶段完工，在此期間的凡爾賽宮超越了巴黎，成為了法国實際意義上的首都。
凡尔赛宫有着寢宮、花園、美術收藏庫、辯論場、劇場、情報中心和政治會議室等諸多功能，是一座兼具觀賞性和實用性的宮殿，以金色、藍色和粉橘色為主基調，傾其所能表現「絢爛豪華的奢侈美」，這種風格被後世稱為「巴洛克」風格，不過在其後任法國國王路易十五的末期和整個路易十六時期，還加入了一些甜美風格「洛可可」裝飾。到了20世纪以後，法國因為進入共和政府，皇室被廢除，於是改建為博物館对公众开放，一躍成为法國著名景点和文化遗产。並在1979年被聯合國教科文組織列為世界文化遺產。
凡尔赛宫的建筑风格因為極盡奢華以其奢華富麗和充滿想像力的建築設計聞名於世，在17～18世纪的欧洲各國引發巨大轟動 ，後來也成為歐洲各國皇宮效仿的對象 ，神聖羅馬帝國（現奧地利和德國）、俄罗斯帝国、波蘭立陶宛聯邦和瑞典王國等歐洲大国的君主紛紛倣效，形成一股修建皇宮的跟風之潮。

## 历史

### 興建

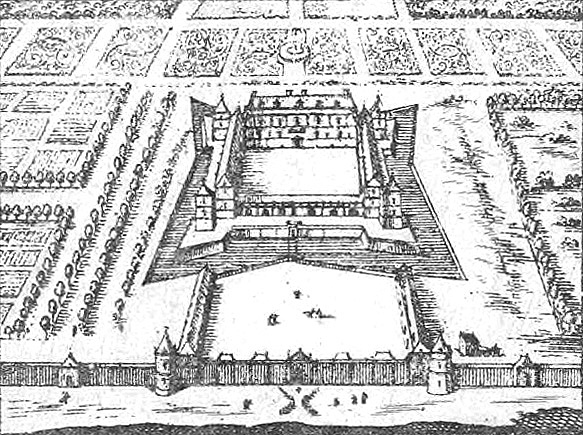
1652年的凡尔赛宮

凡尔赛宫所在地区原来是一片森林和沼泽荒地。1624年，法国国王路易十三以1万里弗尔的价格买下117法亩荒地，在这里修建一座二层的红砖楼房，用作狩猎行宫。二楼有国王办公室、寝室、接见室、藏衣室、随从人员卧室等房间，一层为家具储藏室和兵器库。当时的行宮拥有26个房间，如今拥有2300个房间、67个楼梯和5210件家具。 
1660年，法国国王路易十四参观财政大臣富凯的沃子爵城堡，为其房屋与花园的宏伟壮丽所折服，当时王室在巴黎郊外的行宫——圣日耳曼宫、万塞讷宫、圣克卢宫等无一可以与其相比。路易十四憤怒他不盡職守之余将富凯以“贪污”罪名投入巴士底狱，并命令沃子爵府邸的两位主要设计师：园林家安德烈·勒诺特尔和建筑家路易·勒沃为其设计新的行宫。16至17世纪期间巴黎市民不断发生暴动，更是在1648年至1653年，发生两次规模巨大的投石黨叛亂，导致路易十四决定将王室宫廷（当时位于巴黎城内的卢浮宫和杜伊勒里宫）迁出混乱喧闹的巴黎城。经过考察和权衡，他决定以路易十三在凡尔赛的狩猎行宫为基础建造新宫殿。为此征购6.7平方公里的土地。勒诺特尔在1667年设计凡尔赛宫花园和喷泉，勒沃则在狩猎行宫的西、北、南三面添建新宫殿，将原来的狩猎行宫包围起来。原行宫的东立面被保留下来作为主要入口，修建大理石庭院。
1674年，建筑师朱尔·阿杜安-芒萨尔从于1670年去世的勒沃手中接管凡尔赛宫工程，他增建宫殿的南北两翼、教堂、桔园和大小马厩等附属建筑，并在宫前修建三条放射状大道。为吸引居民到凡尔赛定居，还在凡尔赛镇修建大量住宅和办公用房。为确保凡尔赛宫的建设顺利进行，路易十四下令10年之内在全国范围内禁止其他新建建筑使用石料。
1682年5月6日，路易十四宣布将法兰西宫廷从巴黎（羅浮宮）迁往凡尔赛。法国的政治、外交决策都在凡尔赛宫决定，凡尔赛成為事实上的法国首都。为消除势力强大的法国地方贵族（如孔代亲王家族）的割据和叛乱危险，凡尔赛宫落成之后，路易十四即将全国主要贵族集中于凡尔赛宫居住。
1688年，凡尔赛宫主体部分的建筑工程完工，而整个宫殿和花园的建设直至1710年才全部完成，随即成为欧洲最大、最雄伟、最豪华的宫殿建筑，并成为法国乃至欧洲的贵族活动中心、艺术中心和文化时尚的发源地。

### 全盛时期及法國大革命
在其全盛时期，宫中居住的王子王孙、贵妇、亲王贵族、主教及其侍从仆人竟达36,000名之多。在凡尔赛还驻扎有瑞士百人卫队、苏格兰卫队、宫廷警察、6,000名皇家卫队、4,000名步兵和4,000名骑兵。为安置其众多的“正式情妇”，路易十四还修建大特里亚农宫和马尔利宫。在路易十五晚期和路易十六早期中，维持凡尔赛宫廷的费用占法国岁入的四分之一。但这些活动收到一定的成效：路易十四登基以前势力雄厚、心怀不满、屡屡反叛的法国大贵族至路易十四时代已被奢靡的宫廷生活所笼络腐化，甚至以受邀居住于宫中为荣，争先恐后仿效国王及宫中的礼仪、着装，担心失去国王的宠愛。
路易十五和路易十六时期，在凡尔赛宫花园中修建小特里亚农宫和瑞士农庄等建筑，完成了赫丘利廳、北翼的宴會廳以及國王大套間的擴建，为显示王权的威严，路易十四和路易十五经常在宫中举行场面浩大壮观的典礼、晚会、舞会、狩猎和其他娱乐活动。1751年，路易十五为庆祝长孙勃艮第公爵降生而举办的烟火晚会，消耗66万里弗尔的焰火。1748年，路易十五開始在宮殿的最北端建造一座宮殿劇院，但完工推遲則到1770年，同年，路易十五为王太子举行的婚礼花费达900万里弗尔。1771年，路易十五讓宮廷建築師安热-雅克·加布里埃尔以新古典主義風格重建了倒塌的北部長翼。但這項工作也因財政拮据而停止，直到路易十五於1774年去世，這項工作仍未完成。，在1783年，這座宮殿是簽署《巴黎和約》三項條約中最後兩項條約的地點，從而結束了美國獨立戰爭。
1784年，路易十六曾短暫地將王室遷至聖克盧城堡，以試圖凡爾賽宮進行更多翻修，但由於財政困難和政治危機而無法開始建設。1789年6月20日法国三級会议会场被封闭后，会议中的第三等级代表和一些下级僧侣、激进贵族前往凡尔赛宫室内网球场集会，签署著名的《網球廳宣誓》，宣誓称如未能为法国制订出一部成文宪法，就绝不解散。不久7月14日法国大革命爆發，路易十六一家得知攻占巴士底獄的消息，隨著巴黎革命的蔓延和到凡爾賽婦女大遊行的影響，最終他們被迫從凡爾賽宮遷居巴黎。而當在随后到来的恐怖时期中，凡爾賽宮作為王宮的歷史至此終結，期間宮殿曾被民众多次洗掠，宫中陈设的家具、壁画、挂毯、吊灯和陈设物品被洗劫一空，宫殿门窗也被砸毁拆除。
1793年，國民公會宣布廢除君主制，宫内残余的艺术品和家具全部运往卢浮宫被下令拍賣。凡尔赛宫建築物上的所有皇家標誌都被雕刻或鑿掉，淪為來存放從貴族那裡沒收的家具、藝術品和圖書館。

### 19世紀至近代

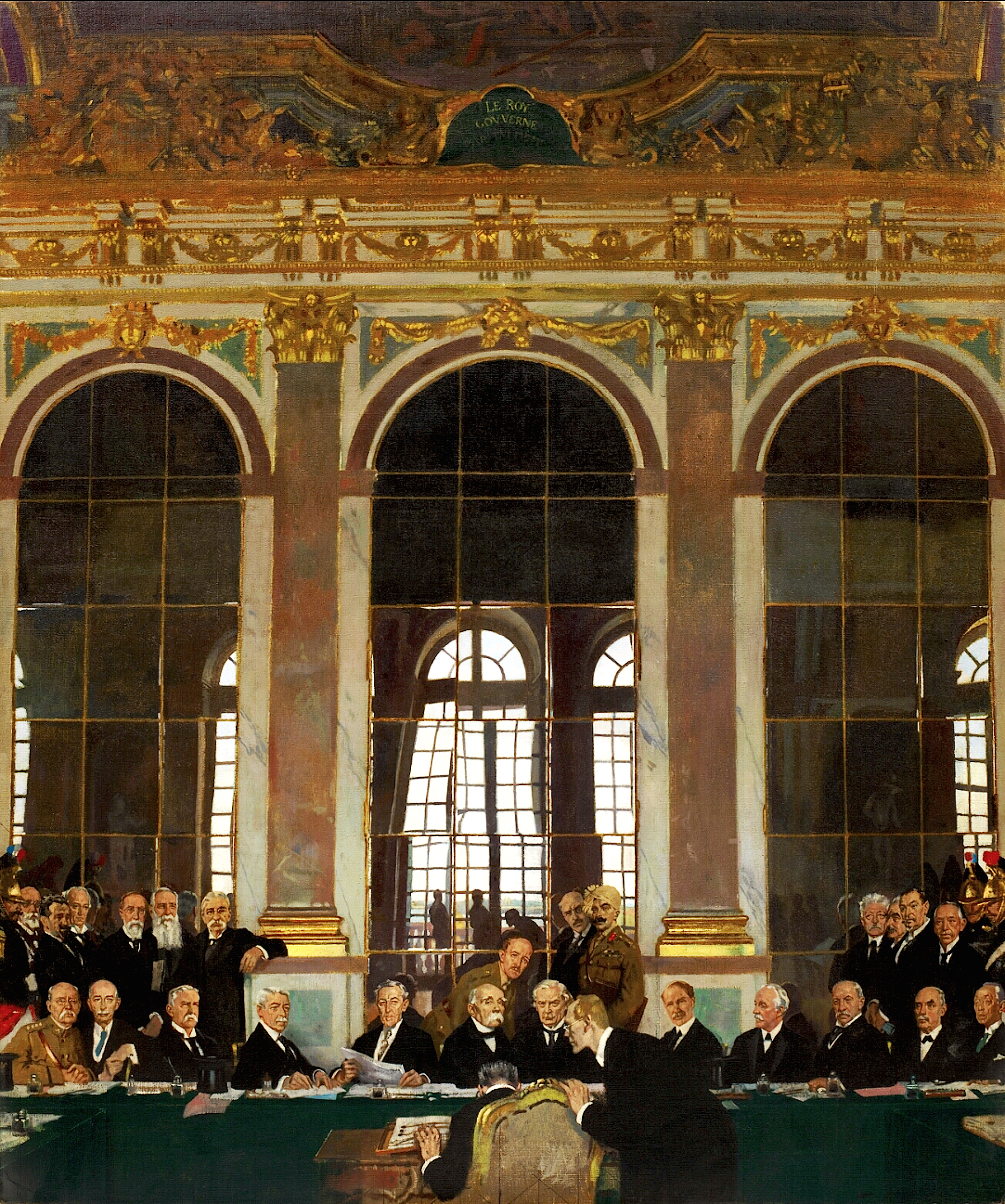
1919年6月28日，凡尔赛和约在镜厅召开

當拿破崙於1804年成為法國皇帝時，他曾考慮將凡爾賽宮作為他的住所，但由於翻修成本過高放棄了這個想法。然而在1810年與瑪麗·路易絲結婚之前，他曾對大特里亞農宮進行了修復和翻新，作為他和家人的春季居所。
1815年，隨著拿破崙的最終垮台，路易十六的弟弟路易十八成為法國國王，下令修復皇家公寓，然而歸因成本太大的問題，僅拆除並重建了南翼的建築部分，使前翼的外觀更加統一。不過他和他的繼任者查理十世都沒有住在凡爾賽宮。
直到1833年，奥尔良王朝的路易·菲利普国王致力於“法國的所有榮耀”，下令修复凡尔赛宫以創建法國歷史博物館，然而在1848年路易·菲利普被推翻後，博物館的項目基本上停止了。1870年普法战争期间，凡尔赛宫被普鲁士军队占领，城堡的一部分都變成德軍的軍事醫院。1871年，威廉一世在凡尔赛宫鏡廳加冕，从德意志的一个诸侯王升格为德意志帝国的皇帝；直到1871年3月簽署停戰協定後才離開凡尔赛宫，此举动深深伤害了法国人的民族骄傲，酿成法国对德国的仇恨，为一战的爆发埋下伏笔。同年，德国在凡尔赛与法国签订了初步和约。此后入駐凡尔赛宫的梯也尔政府策划镇压巴黎公社的行动，1875年，法國第二個議會機構——法國參議院成立，並在1876年在宮殿南翼新建的大廳舉行會議。
1889年，为纪念法国大革命100周年，法国政府（法兰西第三共和国）把凡尔赛宫改造为公共博物馆，里面的展品全部供人展出、一般市民也可参观。1919年，第一次世界大战所召开的巴黎和会在鏡廳召开，法国政府（法兰西第三共和国）借此羞辱战败德国、报德国统一时候的一箭之仇；但同时，被羞辱的德国也因此记恨法国，为二战埋下伏笔，间接导致煽动德国爱国情绪的希特勒崛起。协约国于6月28日在鏡廳与德国签订《凡尔赛和约》。1920年，在大特里亚农宫签订制裁匈牙利王国的特里亚农和约。1937年，凡尔赛宫作为历史博物馆对公众开放。法国政府多次在宫中和花园中举办外事活动，召开国际会议，签署国际条约。
自從1950年代開始，凡爾賽宮博物館在策展人热拉尔德·范德肯普的領導下，以目標將宮殿恢復到1789年的狀態為目的進行龐大的修復計畫。早期的項目包括修復鏡廳的屋頂；該宣傳活動隨後引起了國際社會對凡爾賽宮困境的關注，並獲得了大量外國資金，包括洛克菲勒基金會的資助。對於博物館和法兰西第五共和国而言，其中一項龐大的成本是盡可能多地回購當初被賣掉的原始家具。也因此，凡爾賽宮製造的家具成為是國際市場上非常搶手的商品，最終博物館花費了大量資金來收回宮殿的大部分原始家具。
1978年6月26日，凡爾賽宮曾遭到布列塔尼解放阵线（FLB）恐怖分子的轟炸。導致宮殿左翼遭到嚴重的破壞。1999年，法国政府开始对凡尔赛宫每年整修。2006年，开始每年对凡尔赛宫的文物进行重点展示，每个重点展示都有一个相应的主题。2014年，凡尔赛宫正殿的金色屋顶整修完成，全体显得比之前的版本更加富丽堂皇。2018年，开始修缮侧面两厅的建筑，把金色屋顶继续融入还未被加入的主体建筑中。
2024年夏季奧林匹克運動會期間，凡爾賽宮將舉辦馬術和現代五項比賽。
當代，凡爾賽宮所有權歸於法國政府所有。它的正式名稱是「凡尔赛宫、博物馆和国有庄园公共机构」，是由法国文化部負責監督的獨立行政和管理機構。

### 登錄世界遺產
1979年10月26日，凡尔赛宫與其圓林被聯合國教科文組織世界遺產委員會批准作為文化遺產列入《世界遺產名錄》，編號81號，認為其滿足以下三個獲選條件：
1. 凡爾賽宮和圓林構成了獨特的巴洛克藝術實現，不僅在於其規模，還在於其極高的品質和獨創性。（文化遺產標準一）；
2. 凡爾賽宮從17世紀到18世紀對整個歐洲產生了巨大影響。皇宮設計也影響其他建築師如克里斯托弗·雷恩和安德烈亚斯·施吕特（英语：Andreas Schlüter）等人，導致“小凡爾賽宮”如雨後春筍般湧現：如宁芬堡宫、施萊斯海姆宮、卡尔斯鲁厄宫、维尔茨堡宫、无忧宫、斯德哥爾摩王宮等。（文化遺產標準二）；
3. 凡爾賽宮作為過去法國君主的權力中心，是展現法國宮廷生活及音樂、戲劇、裝飾藝術等藝術領域的最佳典範，在國王、皇家學院創始人的鼓勵下，許多學者在此進行了許多科學發現。直到1789年10月6日，人們趕走了路易十六和瑪麗-安托瓦內特後，法國的權力中心才轉移回巴黎。（文化遺產標準四）；

## 宫殿特色與配置

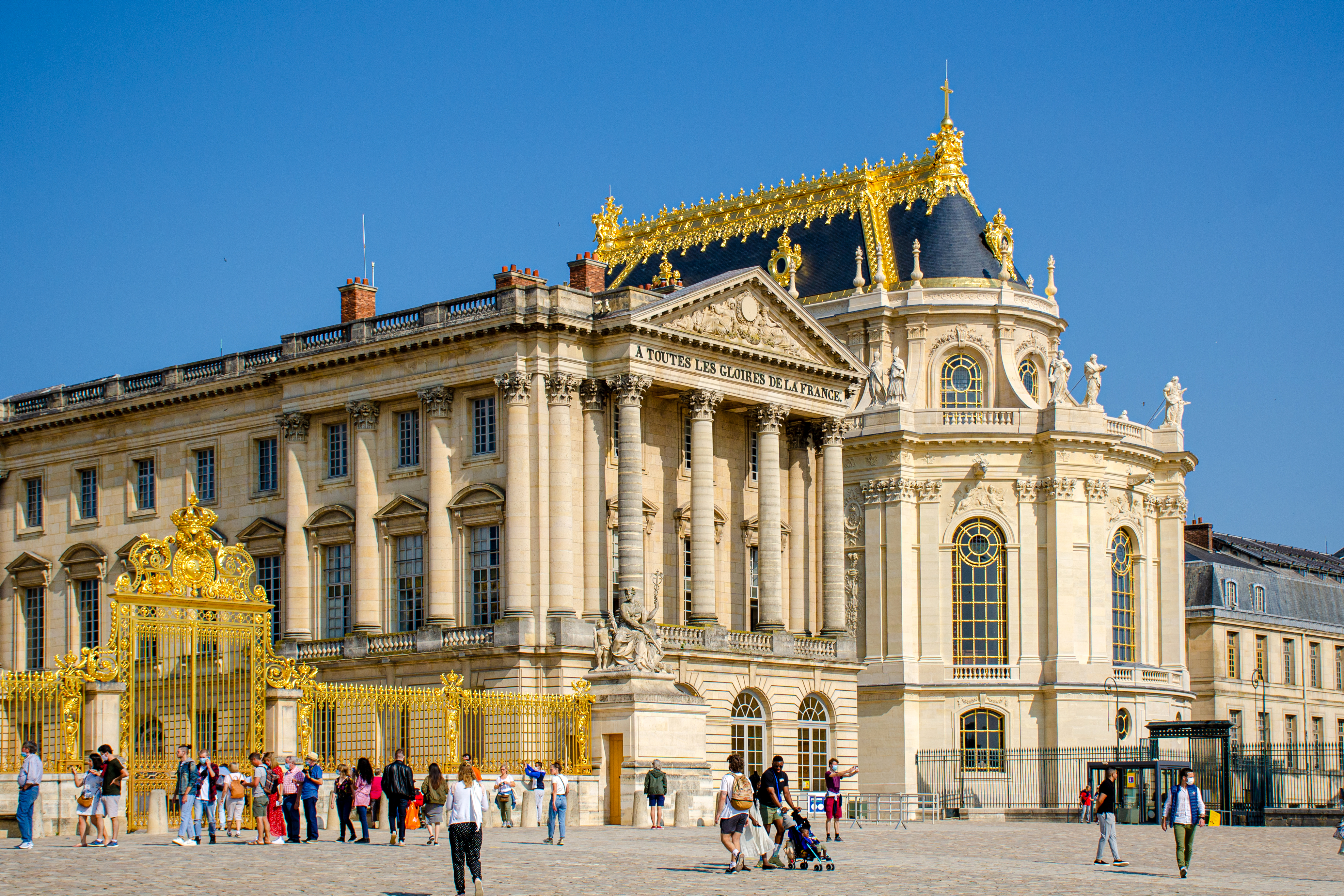
凡尔赛宫皇家禮拜堂
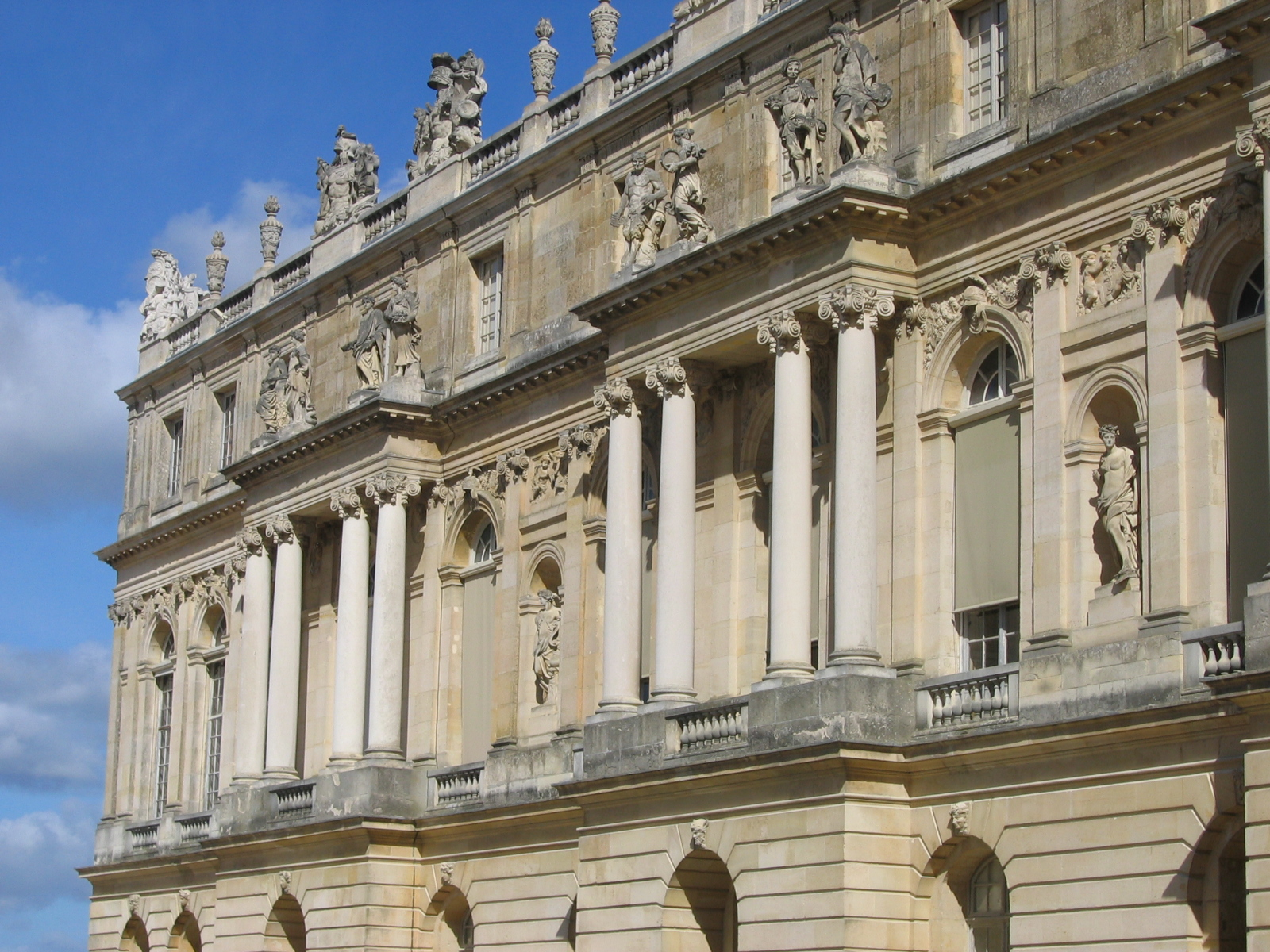
凡尔赛宫外立面，可见其横向的古典主义三段式划分
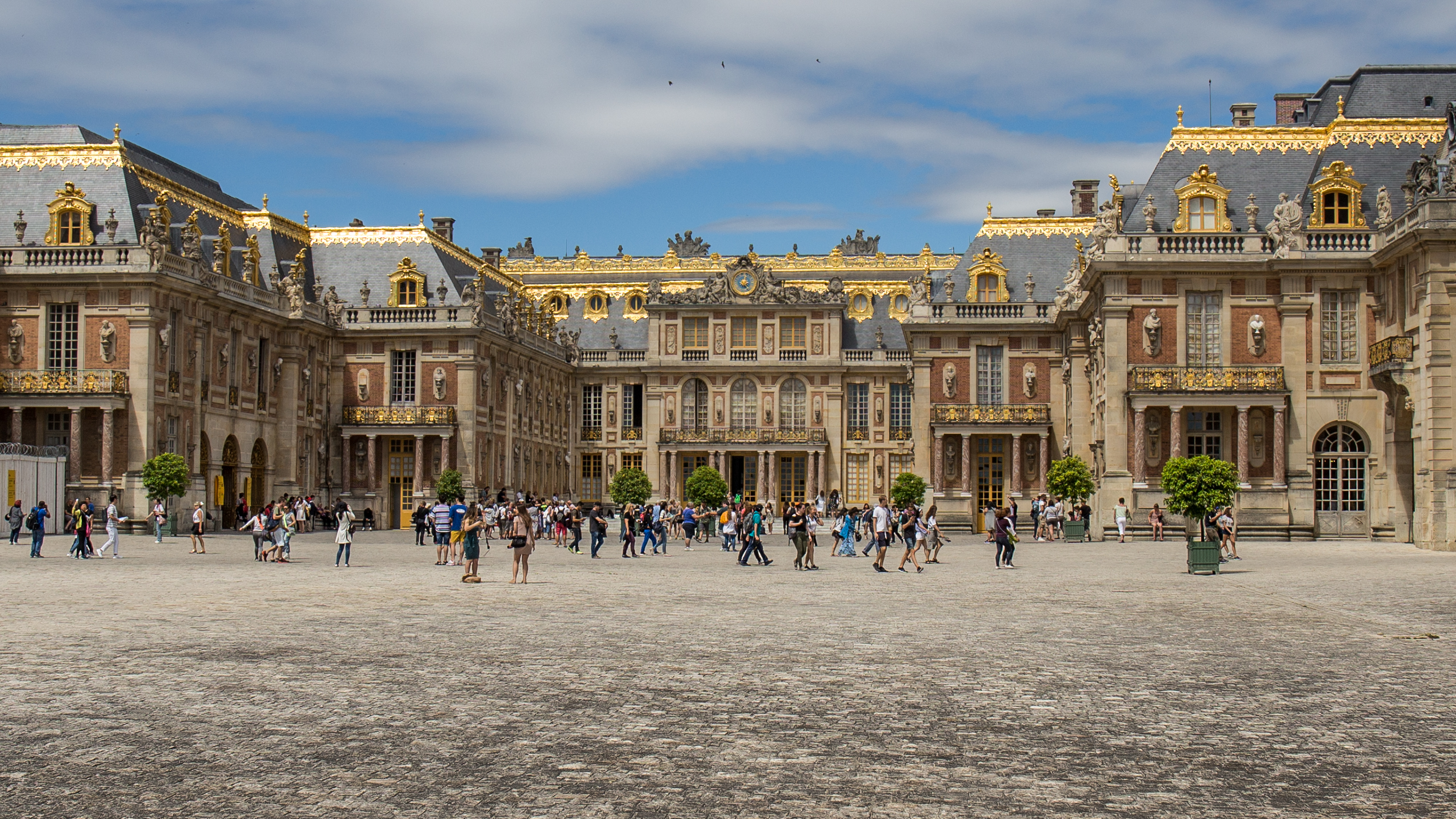
凡尔赛宫大理石院，以粉红色砖楼、和法式高脚顶为特色，屋顶金边和老虎窗则保持蓝色色系，直到2014年被修缮成金色。此房即路易十三的狩猎行宫。
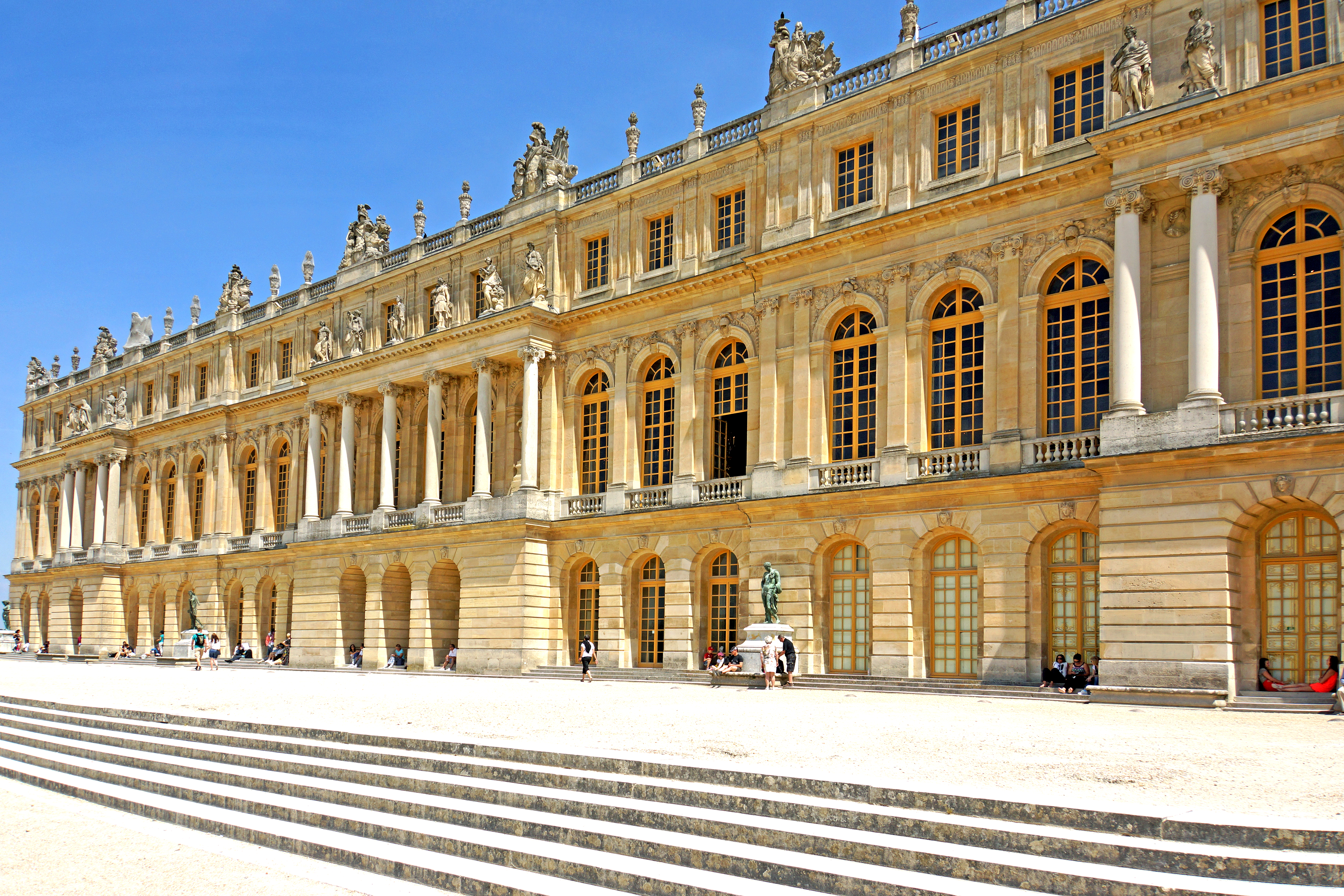
從花園角度看到的西側宮殿

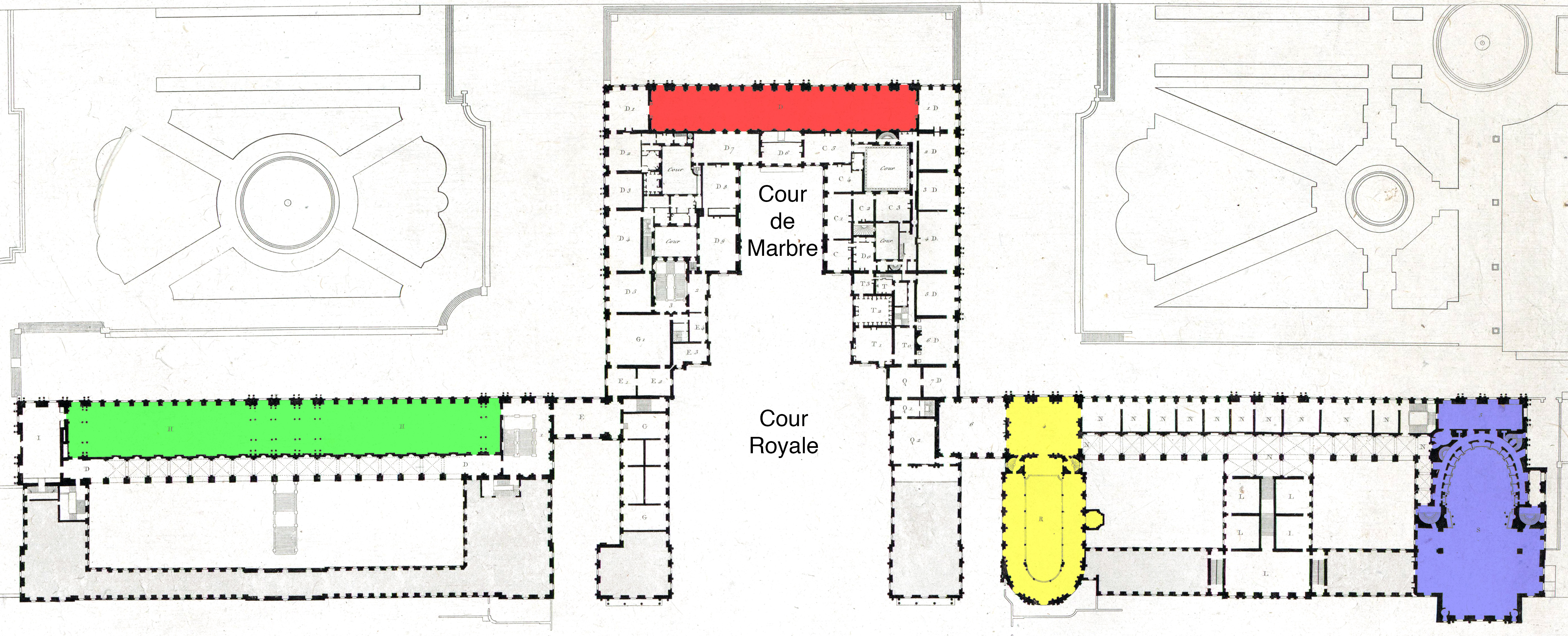
凡尔赛宫宫殿的主層平面圖（約1837年，從北到右），紅色為鏡廳，綠色為戰鬥廳，黃色為皇家禮拜堂，藍色為皇家歌劇院

凡尔赛宫宫殿呈U形佈局，建築物在1715年路易十四去世時基本就已完工，外立面長達402公尺（1,319英尺）。整宮殿有大約10公頃的屋頂，設有2,143個窗戶、1,252個煙囪和67個樓梯，共分為2,300個房間，建築並视其立面，呈现出截然不同的风格。作为正面入口的東立面，由于大理石庭院的路易十三狩猎行宫得以保留，因此风格统一为与狩猎行宫相同的，典型的文艺复兴时期法式宫邸的风貌：立面划分为两段，下段为法兰西岛砖楼风格的两层红砖墙面，配合米黄色琢石修饰的形体边缘和落地门连窗，古典柱式运用极为克制，只使用少量的塔斯干壁柱强调建筑区隔；上段则是深蓝色法式高屋顶配合金色缘边老虎窗（原为蓝色，2014年被法国政府修缮，变为金色）。其余三个方向立面，特别是作为凡尔赛宫花园宏大背景的西立面，则为典型的意大利古典主义风格，屋顶使用意式平屋顶而几乎无法察觉，立面则为标准的古典主义三段式处理，即将立面划分为纵、横三段，建筑立面左右对称，并使用大量的高卢壁柱装饰，图景焦点更以神殿门廊般的圆柱外廊强调，整体造型轮廓整齐、庄重雄伟，被称为是理性美的代表。其内部装潢则以巴洛克风格为主，少数厅堂为洛可可风格。
但是，凡尔赛宫过度追求宏大、奢华，居住功能却不方便。宫中没有一处厕所或盥洗设备，连王太子都不得不在卧室的壁炉内便溺。路易十五极端厌恶寝宫，认为它虽然宽敞、豪华，却不保暖。
從17世紀中葉到 18 世紀末，凡尔赛宫的建築和園藝對於歐洲產生了巨大影響。俄羅斯皇帝彼得一世在聖彼得堡修建的夏宮、俄罗斯女帝葉卡捷琳娜二世修建的冬宮、奧地利的神聖羅馬女皇玛丽亚·特蕾西亚在维也纳修建的美泉宫、德國的普魯士國王腓特烈二世在波茨坦修建的忘忧宫、德國的巴伐利亚国王路德维希二世修建的海伦基姆湖宫、波蘭在華沙修建的皇家城堡以及瑞典在斯德哥爾摩修建的皇家宮城全都倣照了凡尔赛宫的樣式而建造，其他影響的例子包括漢普敦宮、柏林宮、圣伊尔德丰索宫、斯德哥爾摩王宮、路德維希堡宮、卡尔斯鲁厄宫、宁芬堡宫、施萊斯海姆宮和埃斯特哈齊宮等宮殿。

### 玄關
大理石庭院為凡尔赛宫的正面入口，是位於由宮殿三面建築物所圍繞的阅兵广场中軸線的建筑物，原为路易十三的狩猎行宫，在路易十四时加以改造保留原来的红砖墙面，并增加大理石雕塑和镀金装饰。庭院地面用红色大理石装饰。芒萨尔式屋顶上則設有圓形的閣樓窗，庭院正面一层为玛丽·安托瓦内特的私室和沙龙，二层为国王寝室。
以前在進入宫殿之前，人們必須爬上大使樓梯，其建於1674年，於1680年完工，是由建築師路易·勒沃設計的，但樓梯是由弗朗索瓦·多尔贝建造的，在其創建時，凡爾賽宮的定位以反映政府權力和權威並非王室的私人住宅，因此該樓梯的原始功能細節加強了也凡爾賽宮的這一進程。這座樓梯最終因擴建劇院而在1752年遭到拆除。

### 大套房與沙龍廳

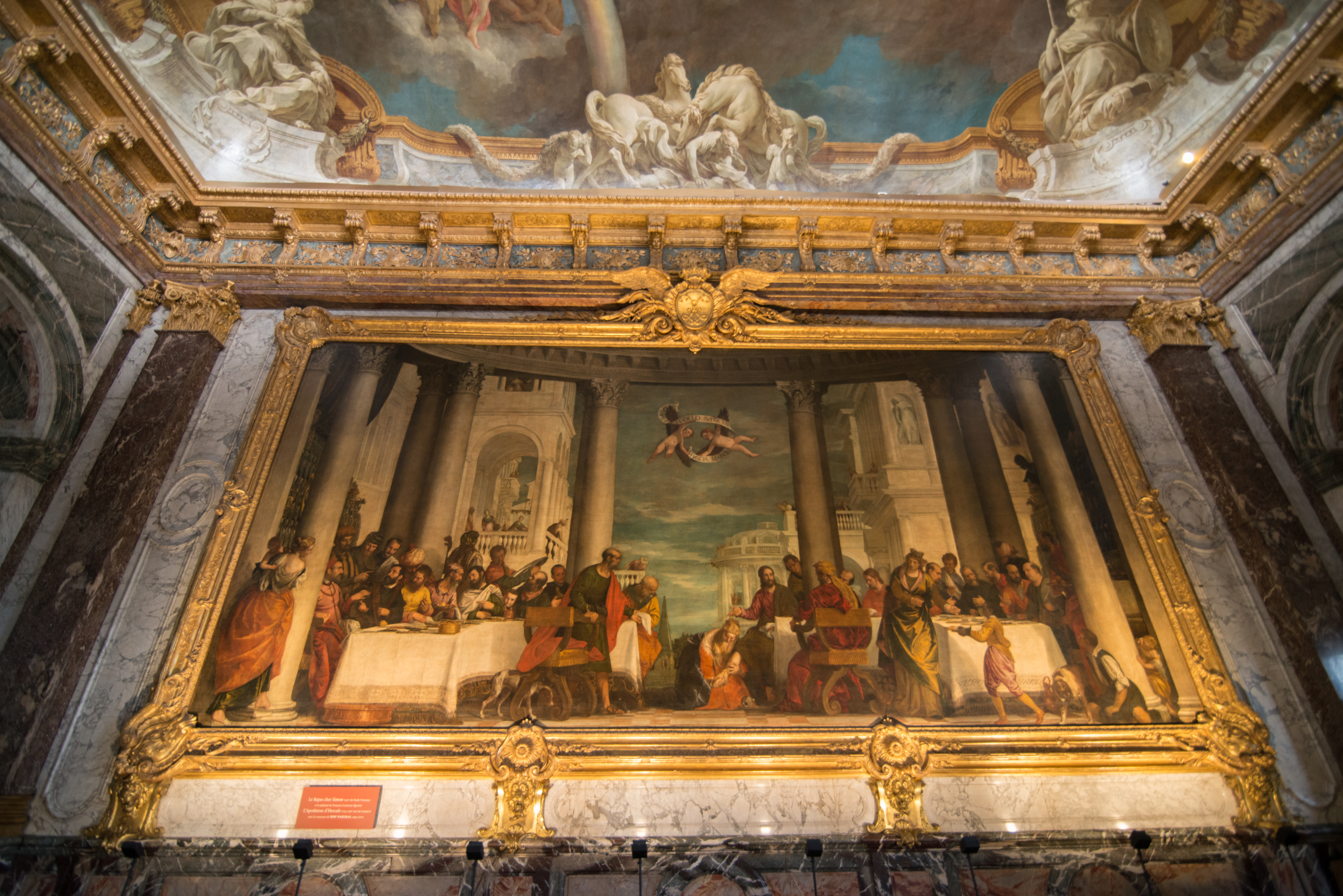
赫丘利厅的《西門家的筵席》，由保羅·委羅內塞所繪製。
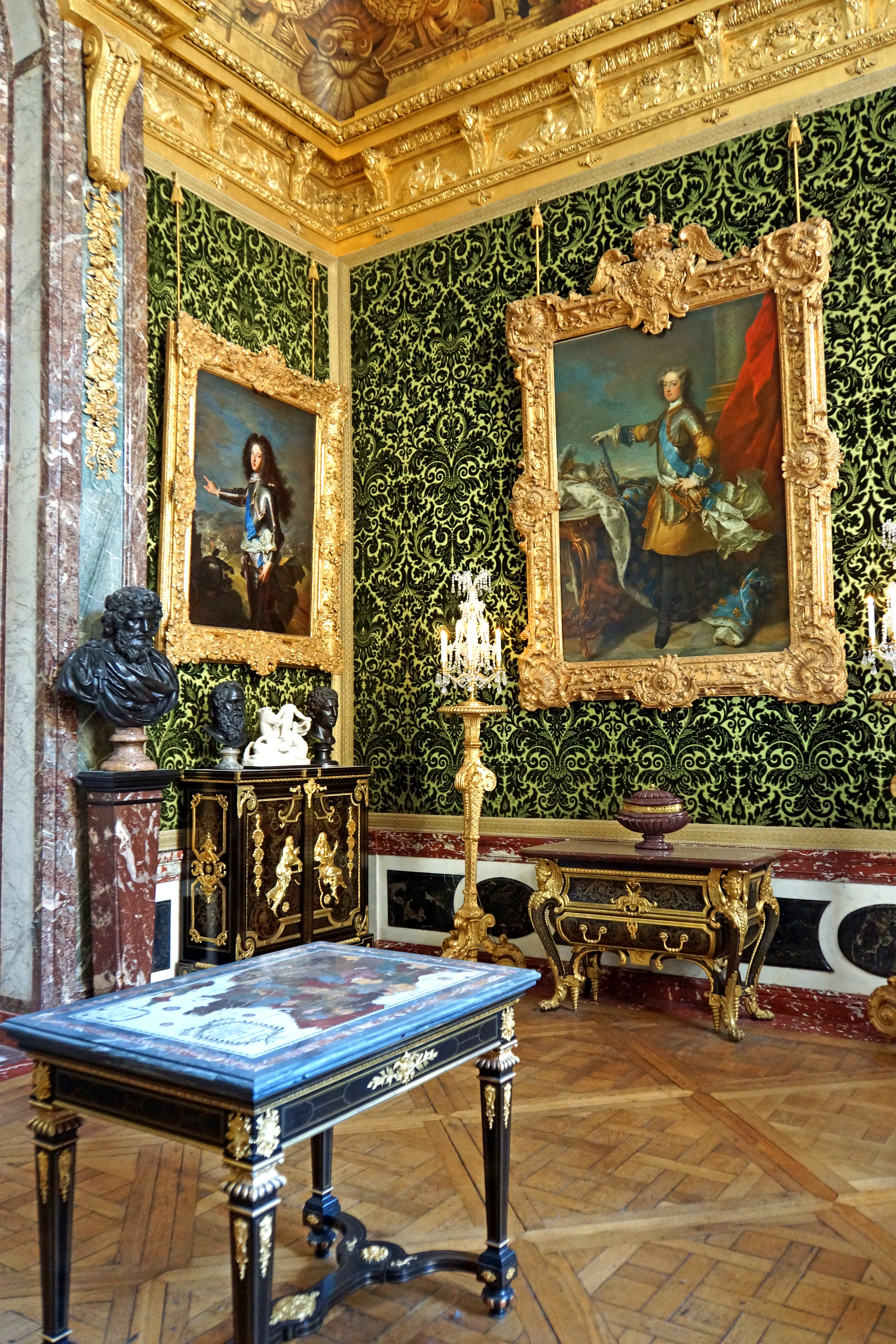
豐饒廳
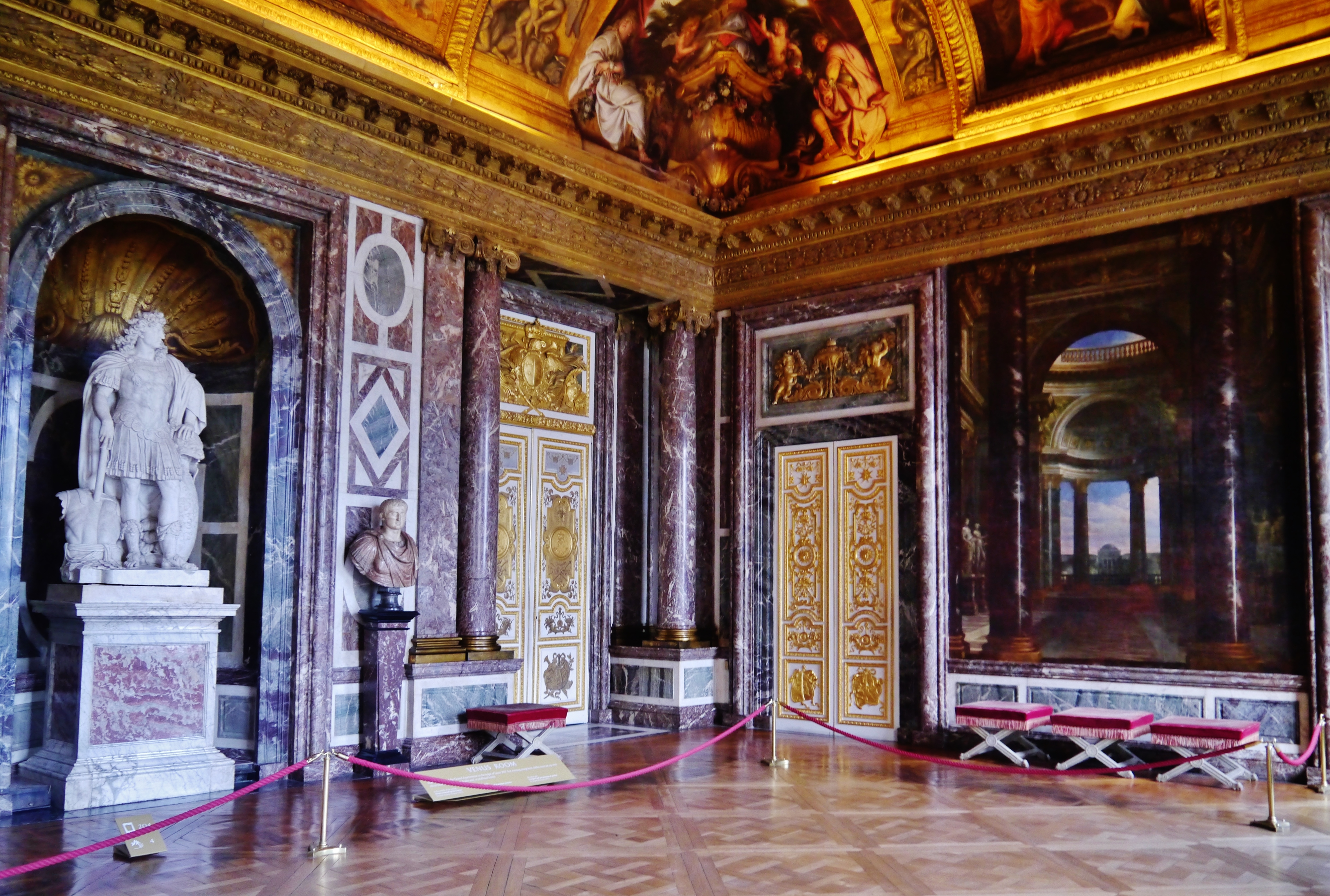
维纳斯廳
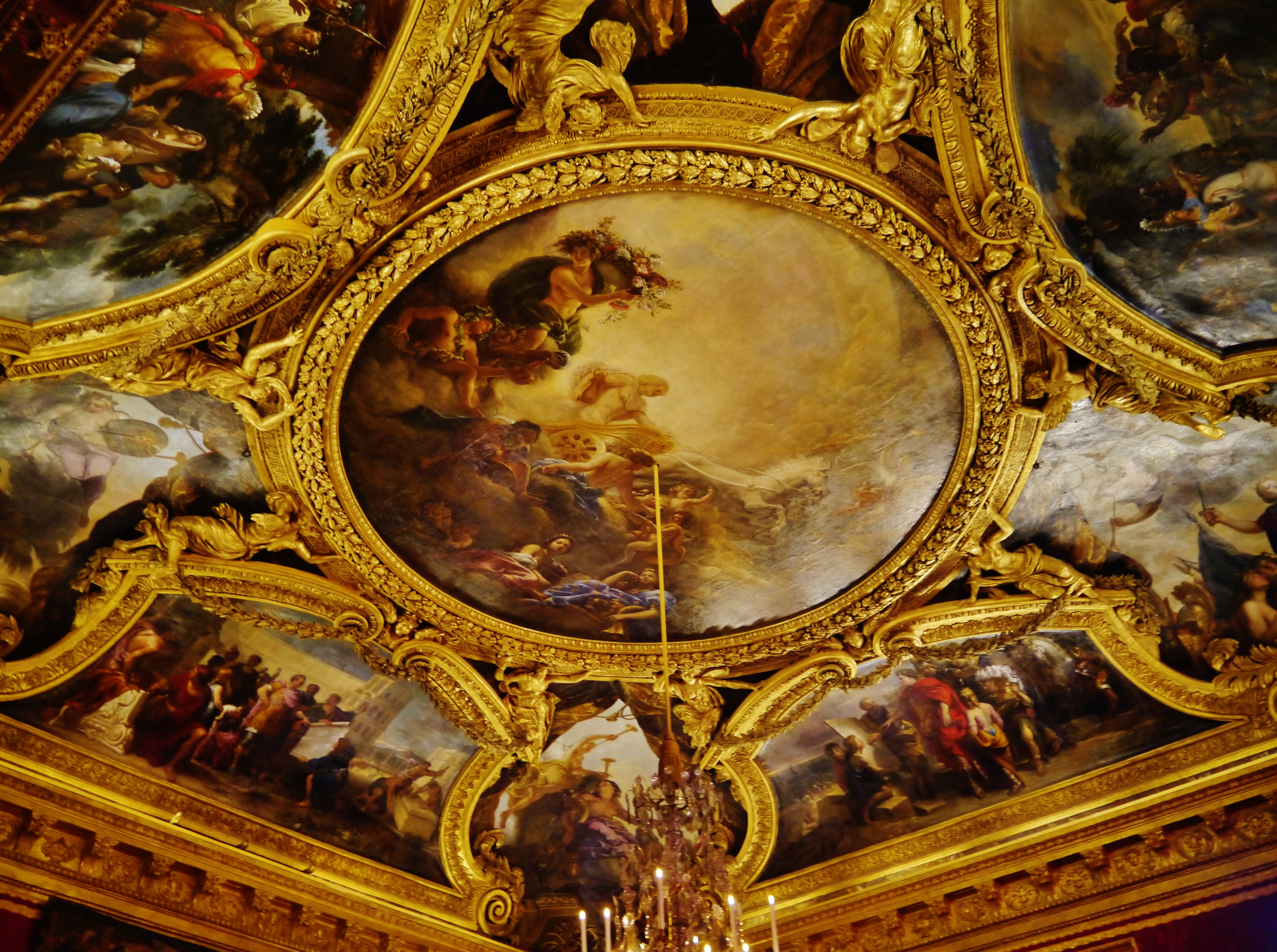
阿波羅厅的天頂壁畫

在內部格局中，凡尔赛宫使用意大利宮殿藉鑑的例子而設計，国王大套房共围绕路易十三行宫北侧的新宫殿北部，其二层是以阿波罗厅为中心，由象征太阳系七曜及其希臘神話神祇的七座豪华大厅与其它附属房间组成的“国王大套房”。在勒沃的原始设计里，这里是国王日常起居议政的场所，但在凡尔赛宫的第三次扩建以后，这里主要作为进行官方接见或庆祝活动的“国事套房”。其楼下则是公主们的套房，七座豪华大厅依據如下：
- 赫丘利厅：位于主楼二层东北角与北翼的连接处，连接中路宫殿和北翼与王家礼拜堂。路易十四时代此處曾作為王家礼拜堂使用，但后来其地位被位于新北翼的新王家礼拜堂取代。路易十五时起，鉴于国王套房的房间用作大型接见活动略显局促，这个房間被改建为国王接见厅，在天花板則描繪著海克力斯接受以宙斯為首的眾神祝福的景象，張顯路易十四君權神授的隱喻。[58][59]

- 豐饒廳（法语：Salon de l'Abondance）：位於赫丘利厅之西，北面为花园的拉冬娜喷泉，厅内存放有历代国王的奖章及珍宝收藏。

- 维纳斯厅（法语：Salon de Vénus）：又译金星厅或爱神厅，在丰收厅之西。在勒沃的设计中，这里原是狄安娜厅的附属前厅，不在七曜厅之列，但在凡尔赛宫第三次扩建中，国王大套房花园一侧的门厅，即旧维纳斯厅被拆毁，其装饰与天花壁画移于面积大致相等的此厅，此厅便成为与狄安娜厅并列的大套房主要门厅。路易十四时代，厅内有台球桌和一整套纯银铸造、精工镂刻的家具。这些家具后来被熔化铸造银币，以弥补西班牙王位继承战争的开支。[60]

- 狄阿娜厅（法语：Salon de Diane）：又译月神厅，位于主楼二楼北侧，维纳斯厅之西，是大套房的主要入口。其墙壁用各种精美瓷器装饰，天花板的裝飾描繪了女神狄安娜的生活場景，在於路易十四時期曾改為台球室。[61]

- 玛尔斯厅（法语：Salon de Mars）：又译火星厅或战神厅，在狄安娜厅之西，在勒沃的设计中，这里是拱卫国王寝宫的卫兵厅，但大套房不用作寝宫后，国王一般在此召开宫廷音乐演奏会或赌博牌会。大厅的天花板上有克洛德·奥德朗二世（法语：Claude Audran II）的油画作品《战神驾驶狼驭战车》。大厅内壁炉两端有大理石平台，曾经布置台球桌。

- 墨丘利厅（法语：Salon de Mercure）：又译水星厅，在玛尔斯厅之西，在勒沃的设计中，这里是贵族等候国王接见的候见厅，后来则用作国王的御床接见厅（Chambre de parade）。厅内有一张大床，围以银质栏杆，还有一座纯银大壁橱，墙壁上则围有金色和银色锦缎。路易十四的孫兒安茹公爵（后来成为西班牙国王腓力五世）曾在此居住。

- 阿波罗厅（法语：Salon d'Apollon）：又译太阳神厅，在勒沃的设计中，此厅是国王的正寝，与现在的王后卧室对称布置，但后来用作国王的御座厅。该厅布置极为奢华绮丽，天花板上有名為《法蘭西守護國王安睡》的镀金雕花浅浮雕，墙壁为深红色金银丝镶边天鹅绒，中央为纯银铸造的御座，高2.6米，位于铺有深红色波斯地毯的高台之上。

由于路易十四自诩为“太阳王”，因此在勒沃的设计中，最尊贵的这座大厅是国王大套房的第四大厅，其余六座大厅骈列其两侧，譬如星辰围绕太阳旋转，但在往后的改建中，此厅成为国王大套房最后一座大厅。

### 鏡廳

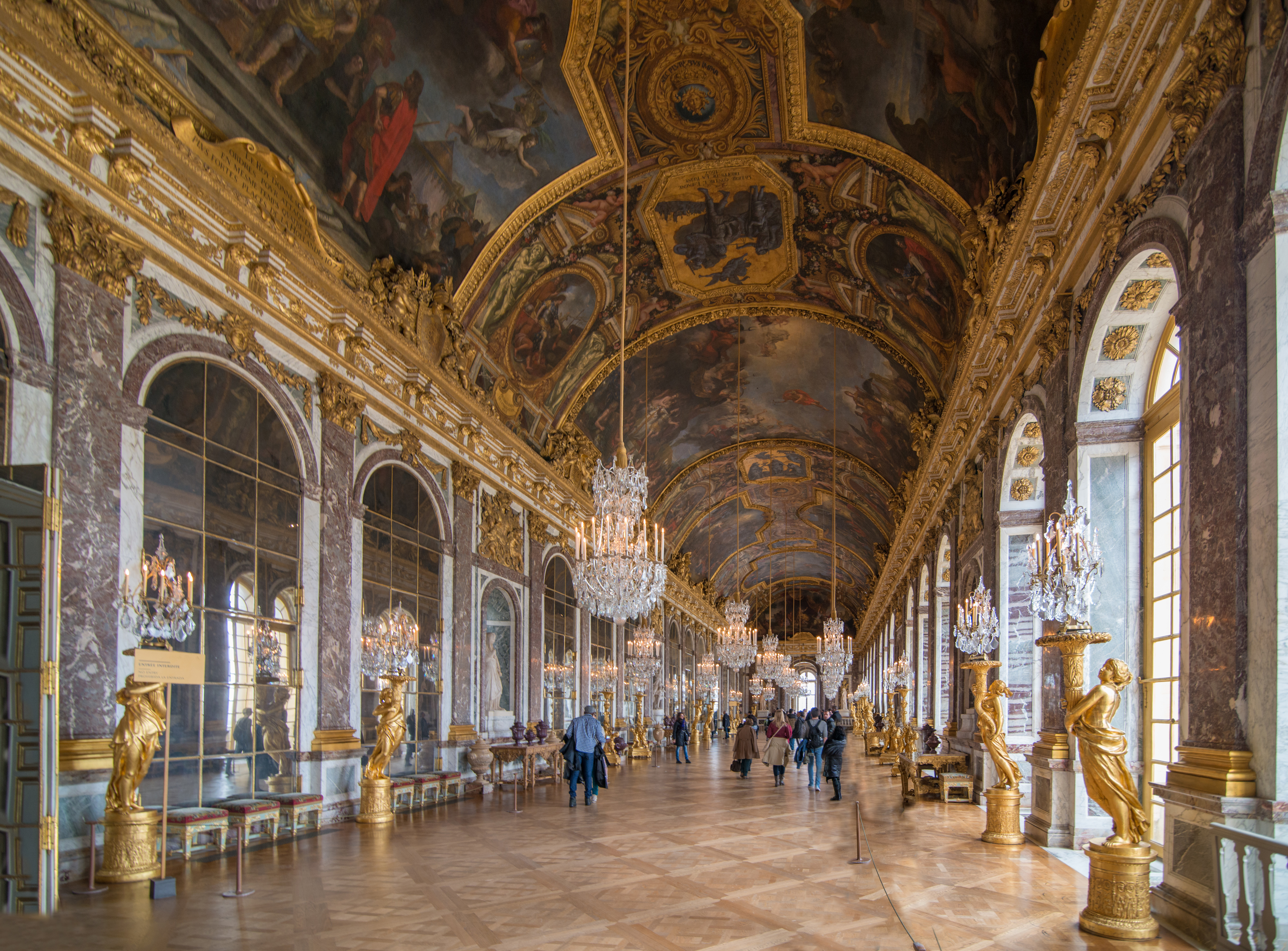
镜厅

鏡廳，又译镜廊，位於战争厅之南，西临花园。是凡尔赛宫最著名的大厅，由芒萨尔在国王大套房的两座大厅（日常卧室“萨顿厅” (Salon de Saturne，或译土星厅) 、敞廊门厅旧“维纳斯厅”）、与之对称的王后大套房的两座大厅、以及连接两座大套房的敞廊的基础上改建而成。
镜厅空間长76公尺，高13公尺，宽10.5公尺，一面是面向花园的17扇巨大落地玻璃窗，另一面对称地布置了由400多块镜子组成的17面巨大镜窗，合计34面巨窗，宣示着路易十四至1678年镜廊动工之年止，其34年的统治和17年的亲政中，法国取得的巨大经济成就。厅内地板为细木雕花，墙壁以淡紫色和白色大理石贴面装饰，柱子为绿色大理石。柱头、柱脚和护壁均为黄铜镀金，装饰图案的主题是展开双翼的太阳，表示对路易十四的崇敬。天花板上为24具巨大的波希米亚水晶吊灯，以及歌颂太阳王功德的油画。大厅东面中央是通往国王寝宫的四扇大门。路易十四时代，镜廊中的家具以及花木盆景装饰也都是纯银打造。
波旁王朝时，这里不仅经常举行盛大的化妆舞会，更是最盛大的朝觐仪式和外国使节接见仪式举行的场所。

#### 战争厅
战争厅位於主楼的西北角、阿波罗厅之西，北、西两面面向花园，南面通往镜厅，此处原本是国王大套房的国事会议室“朱庇特厅”（Salon de Jupiter，或译木星厅），第三次扩建时改为国王大套房与镜厅的连接厅堂。
厅内的装饰由芒萨尔和勒布伦完成，主要为反映路易十四征服西班牙、德意志、尼德兰等功绩的油画。镀金壁炉之上为路易十四的骑马浮雕像。

#### 和平厅
和平厅位於主楼的西南角、镜厅之南，为一方厅，由王后大套房的原第五大厅改建而成，装饰风格与战争厅相似，但壁炉上的油画主题为“路易十五创造和平”。厅内装饰以罗马帝王像、狮子、法国和纳瓦拉王国国徽为主题。重大朝仪时，臣工自北侧的战争厅进入镜廊，直至和平厅附近的御座处向国王行礼，这个过程寓意着在太阳王以其赫赫武功，引导法国与欧洲走向持久的和平。

### 国王與王后套房

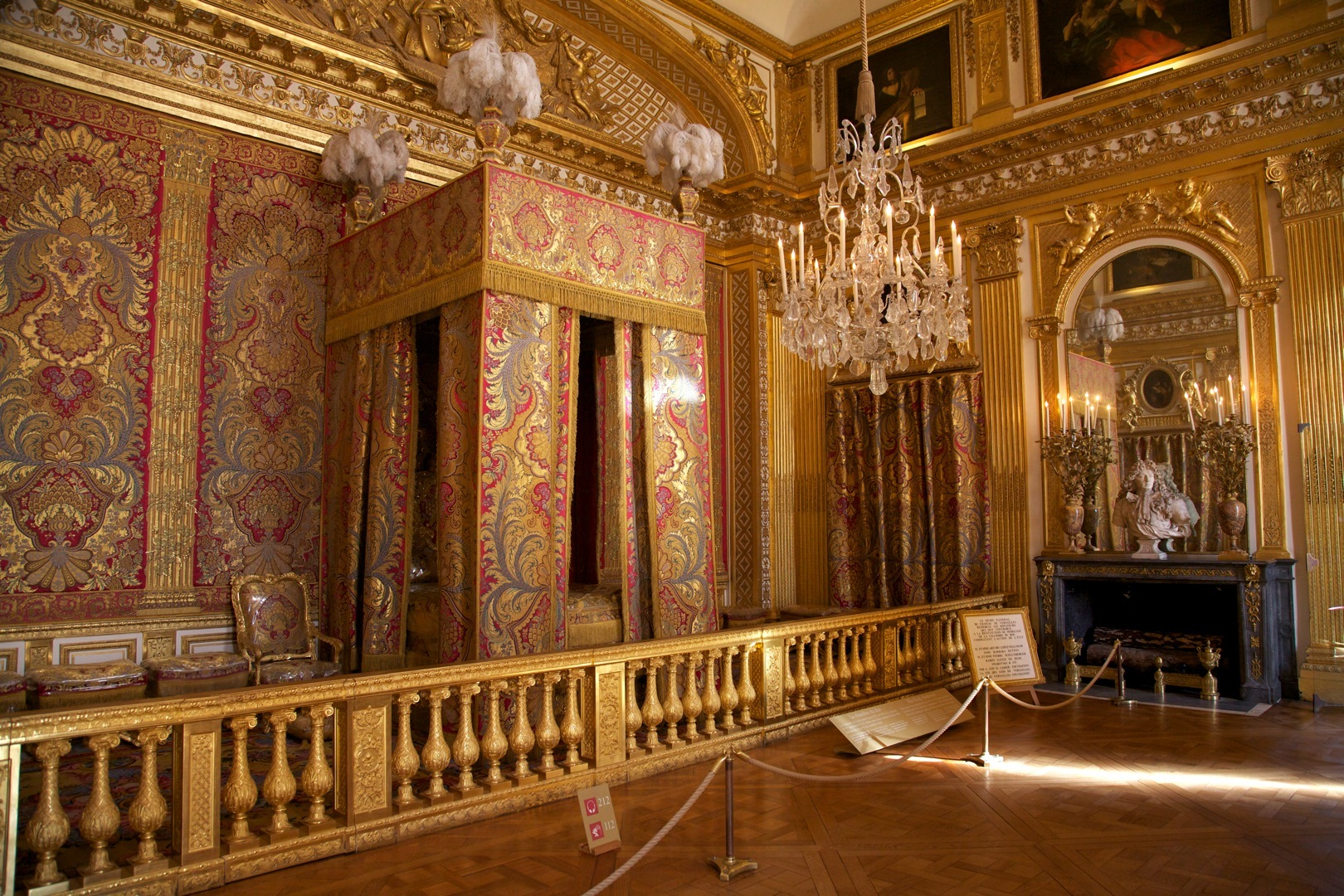
國王套房
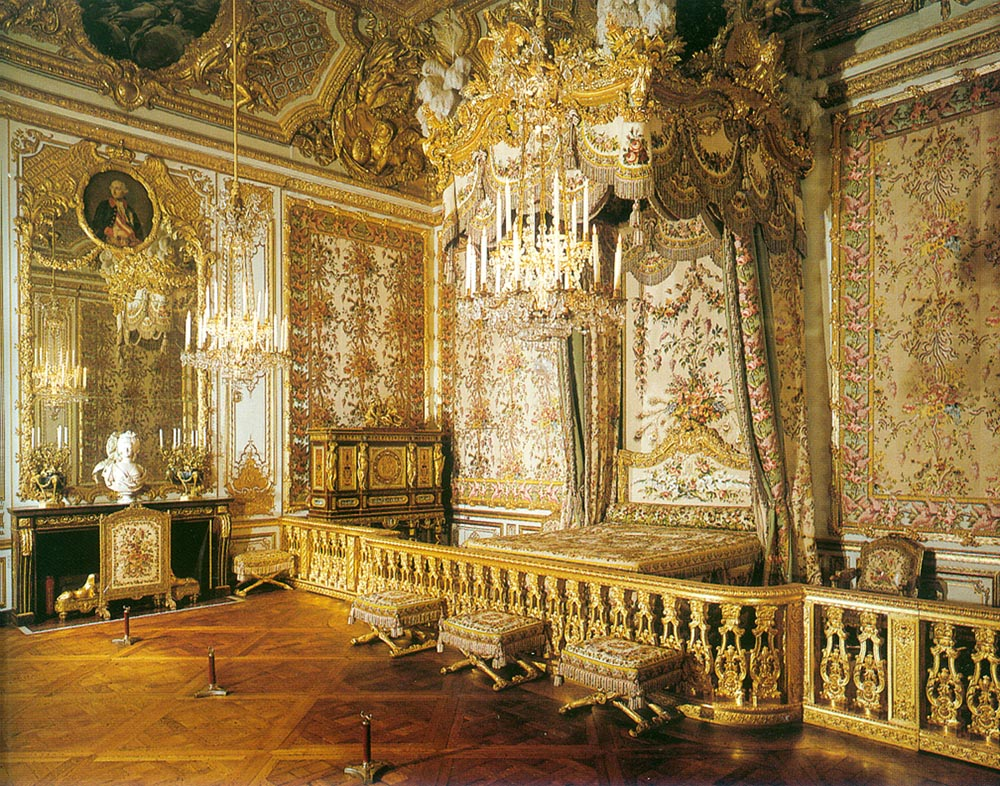
女王套房
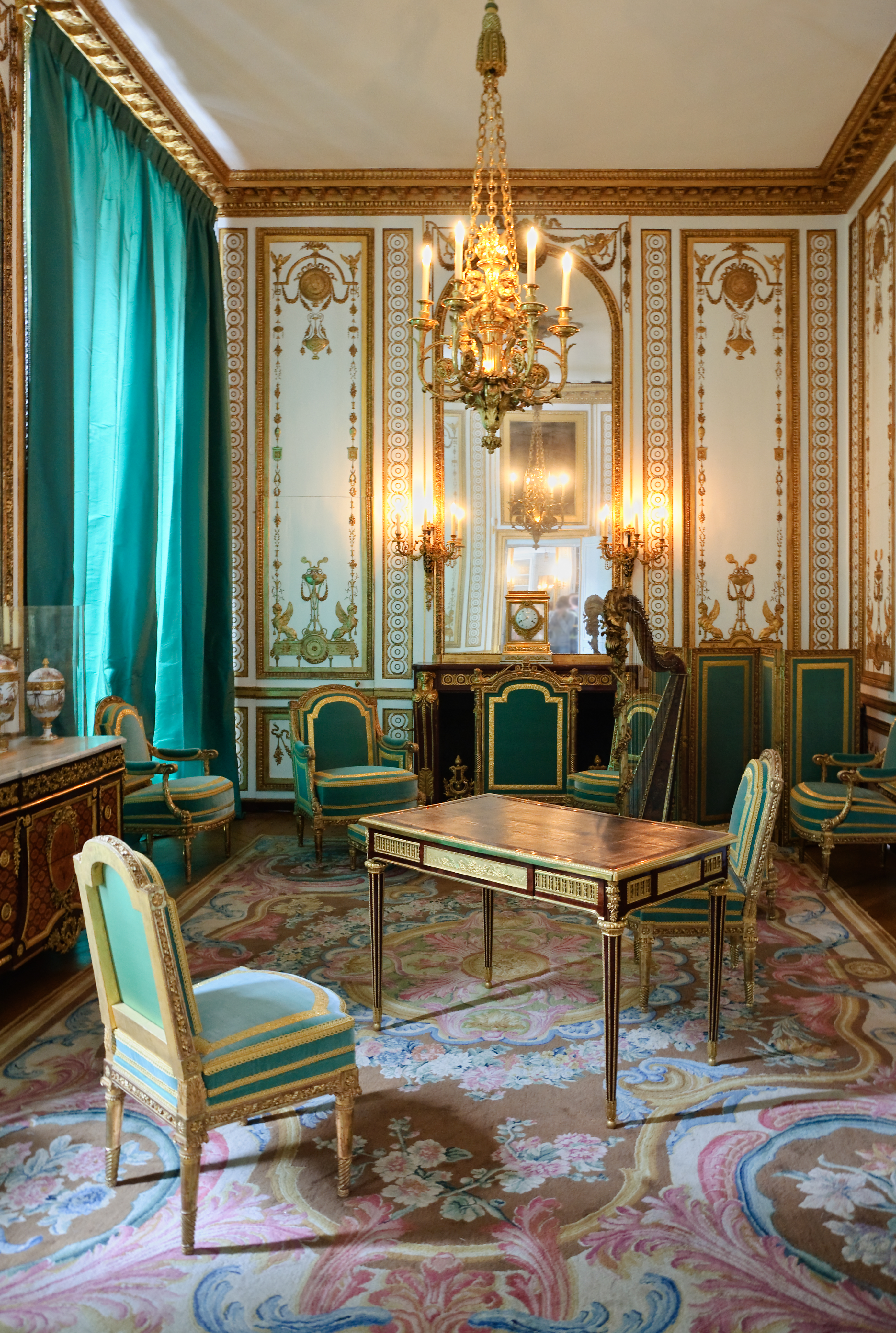
瑪麗·安托瓦內特的鍍金櫃
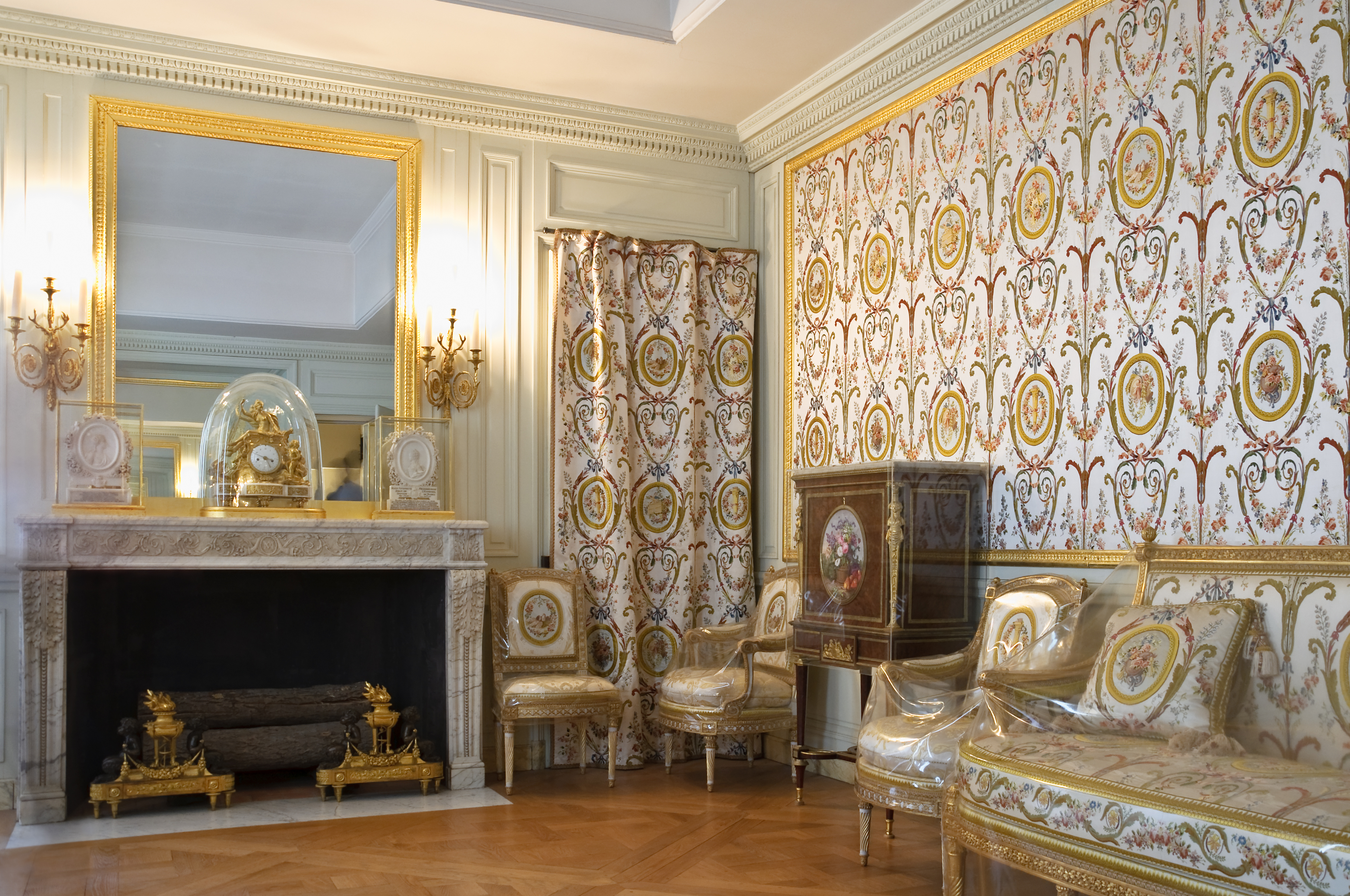
瑪麗·安托瓦內特的台球室

国王套房是凡尔赛宫的政治及活动中心，位于主楼东面，位于整个凡尔赛宫的中轴线上，正对宫前的三条射线状大道，過去即路易十三的旧狩猎行宫二层，在凡尔赛宫第三次扩建后成为国王日常起居的场所，每日會舉行起床禮、早朝覲、晚朝覲和問安儀式。卧室内有金红织锦大床和绣花天篷，围以镀金护栏，天花板上是名为《法兰西守护国王安睡》的巨大浮雕。
国王卧室北边为国事会议室，连接着其东国王日常休息的私人卧室，北部则隐藏着国王日常办公的图书室。国王卧室南边为牛眼厅，得名自通往国王寝室的大门上方的牛眼窗，是亲王贵族和大臣候见的场所。牛眼厅之东依次为宴会室和卫兵室，日常朝见中，臣工便是由卫兵室经宴会室进宫觐见。
王后大套房則位于主楼南侧，包括由东至西分别是王后卫兵室、大宴会室、候见室（俗称“贵族沙龙”）和王后卧室，王后卧室之西即为和平厅。在勒沃的原始设计中，王后大套房由七座厅堂组成，与国王大套房的七曜大厅完全对称，但经历若干次改造后，王后大套房只剩下前四座大厅，功能和装修也大为改变，现在的装修布局乃按玛丽·安托瓦内特时期复原。王后大套房的楼下为王太子套房（Apartment du Dauphin）。

### 皇家歌劇院

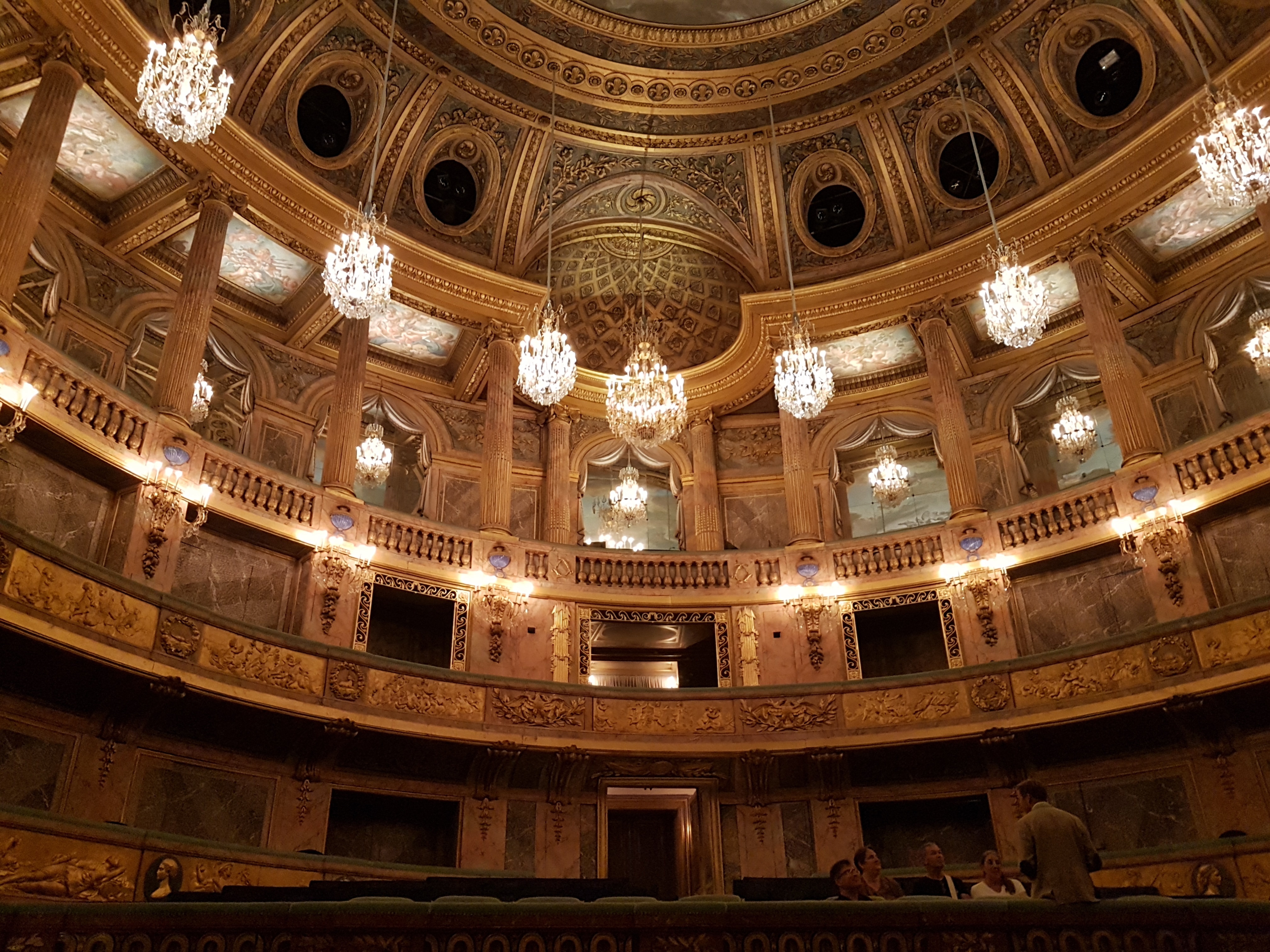
皇家歌劇院
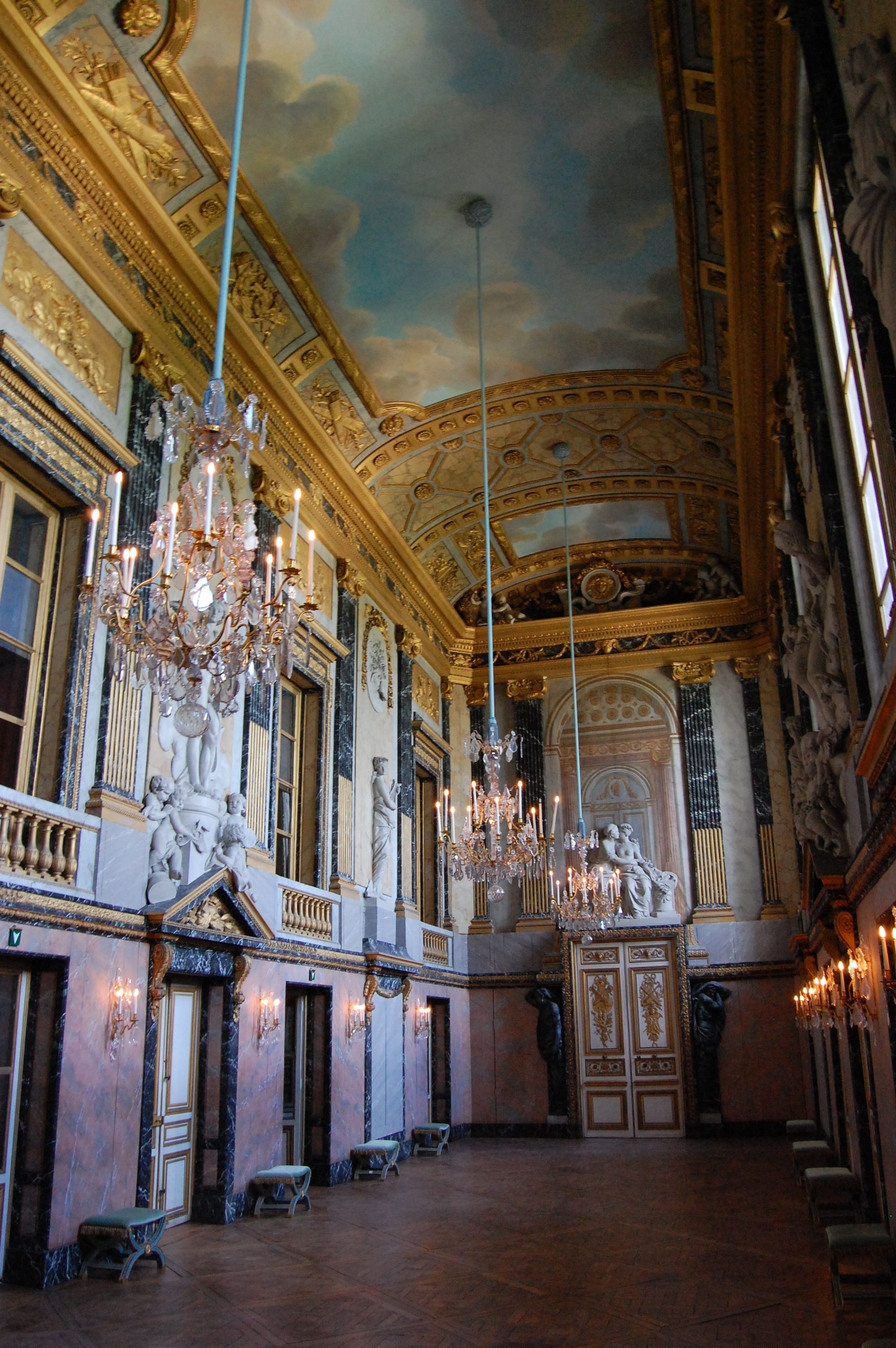
皇家歌劇院前廳
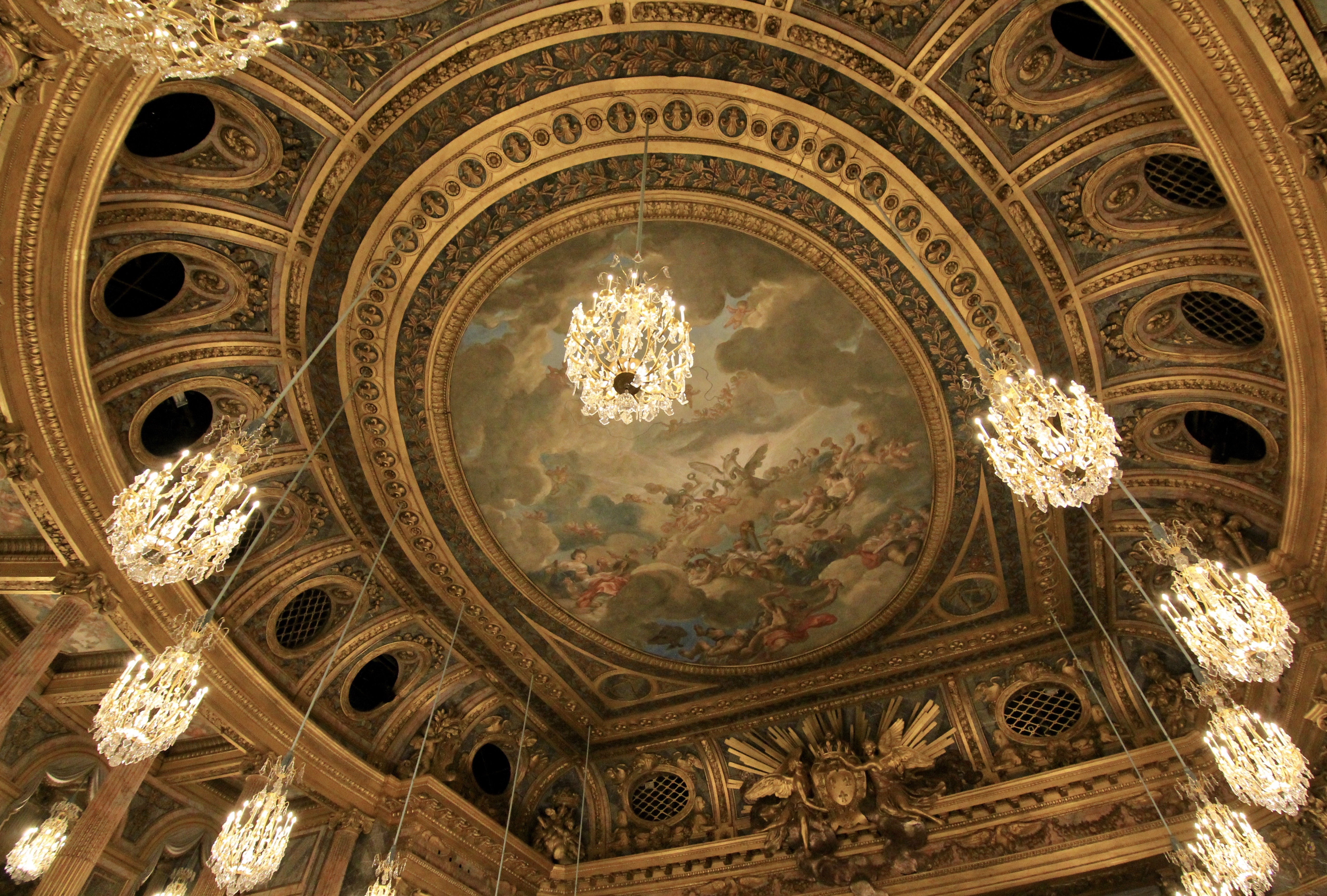
皇家歌劇院的天花板
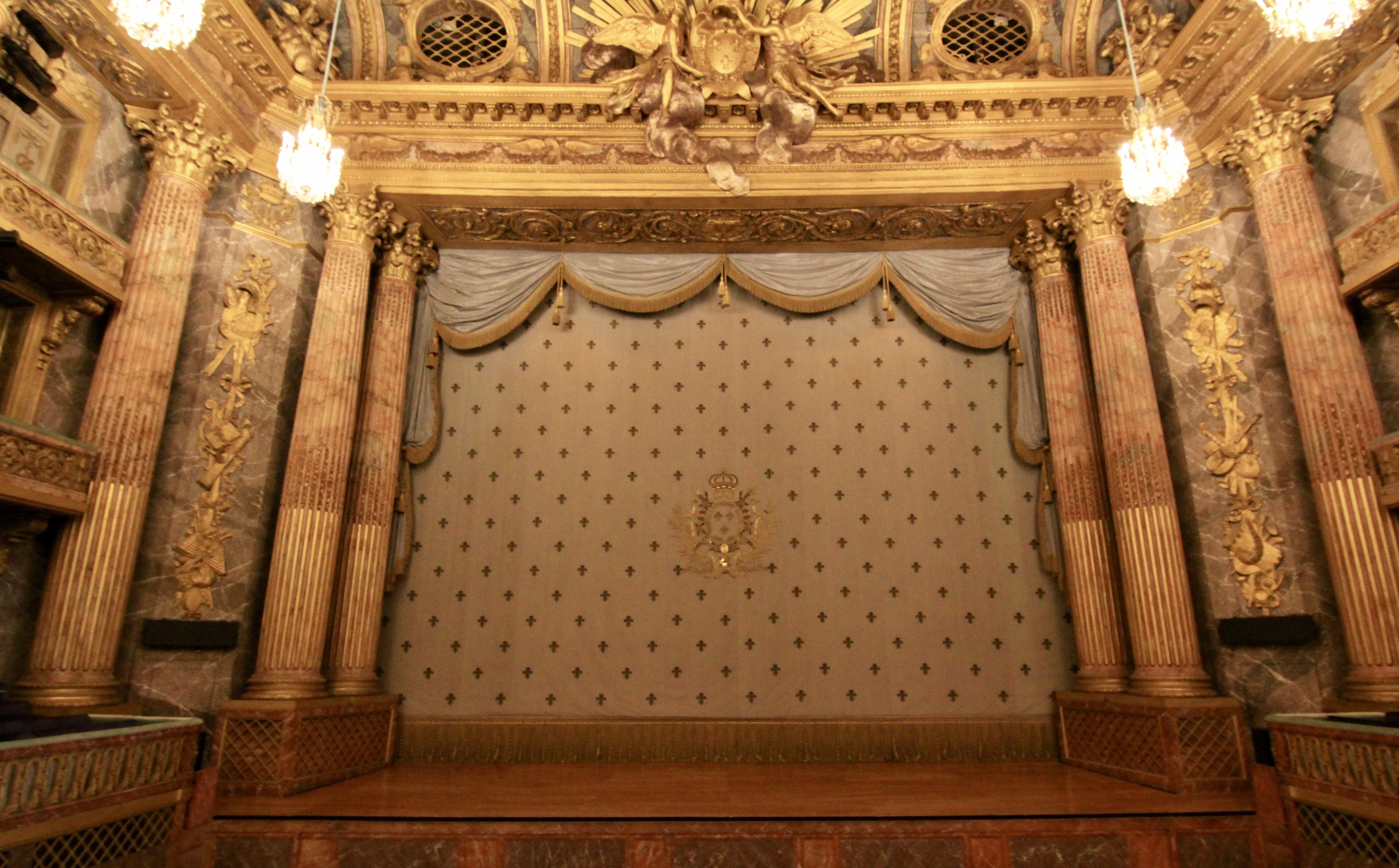
皇家歌劇院的舞台

皇家歌剧院位于北翼，是路易十五於1748年下令修建。设计师則為安热-雅克·加布里埃尔。剧场深26公尺，宽22公尺，可以容纳750名观众，为其照明需要3,000多根蜡烛。在結構幾乎完全以木頭建造，外觀被漆成大理石狀，天花板上則裝飾著由路易·让-雅克·迪拉莫繪製的太陽神阿波羅畫作，雕塑家奥古斯丁·帕茹則為歌劇院打造了雕像和浮雕裝飾，皇家剧场最終於1770年5月16日開幕，以作為路易十六皇室婚禮慶典的一部分。
1789年10月2日法國大革命初期，歌劇院曾最后一次举行演出，招待路易十六招来保护王宫的佛兰德卫队。1871年巴黎公社期间，凡尔赛政府的国民会议曾设于此。

### 法國歷史博物館

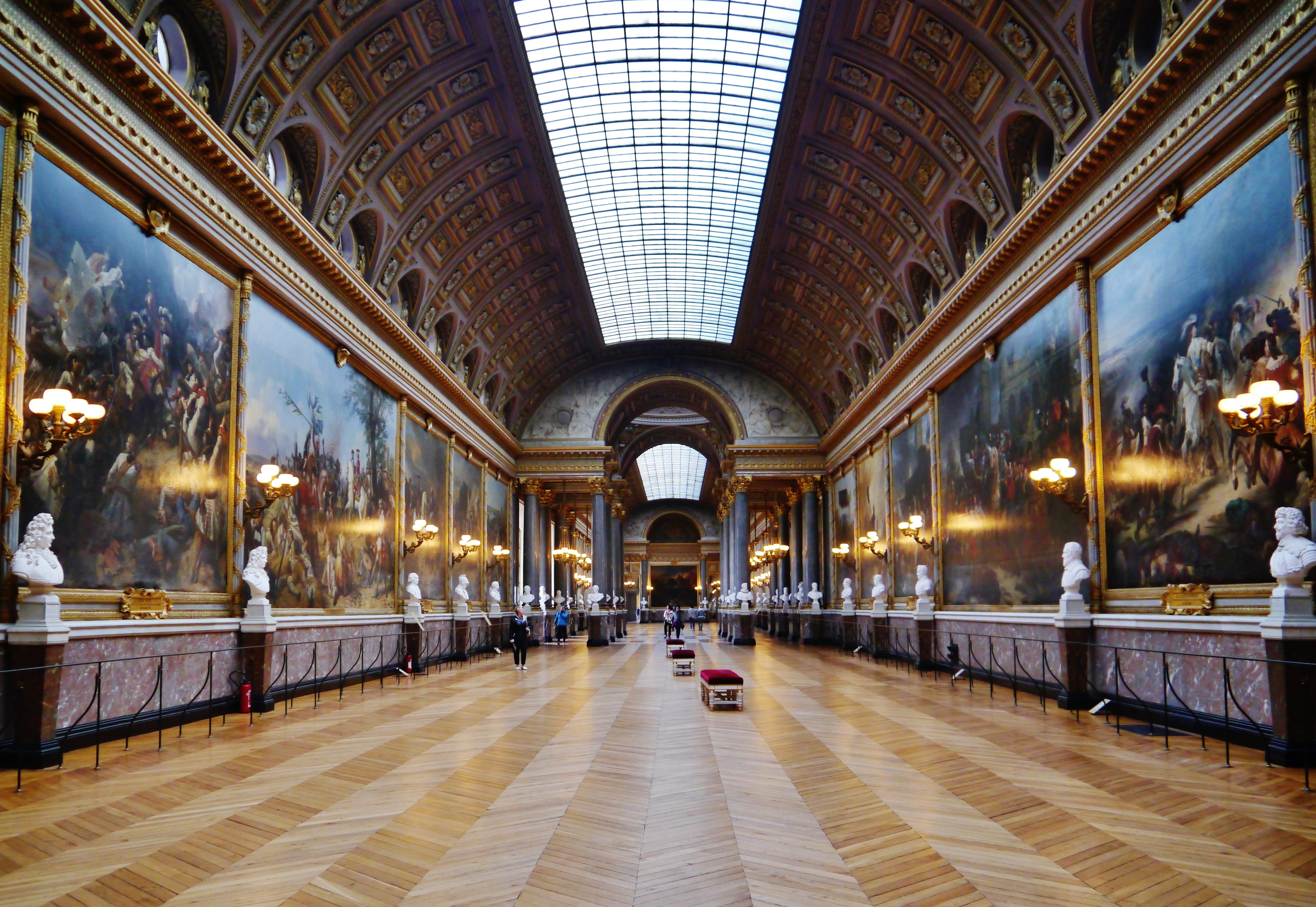
战争画廊，格局為羅浮宮大畫廊的仿製。
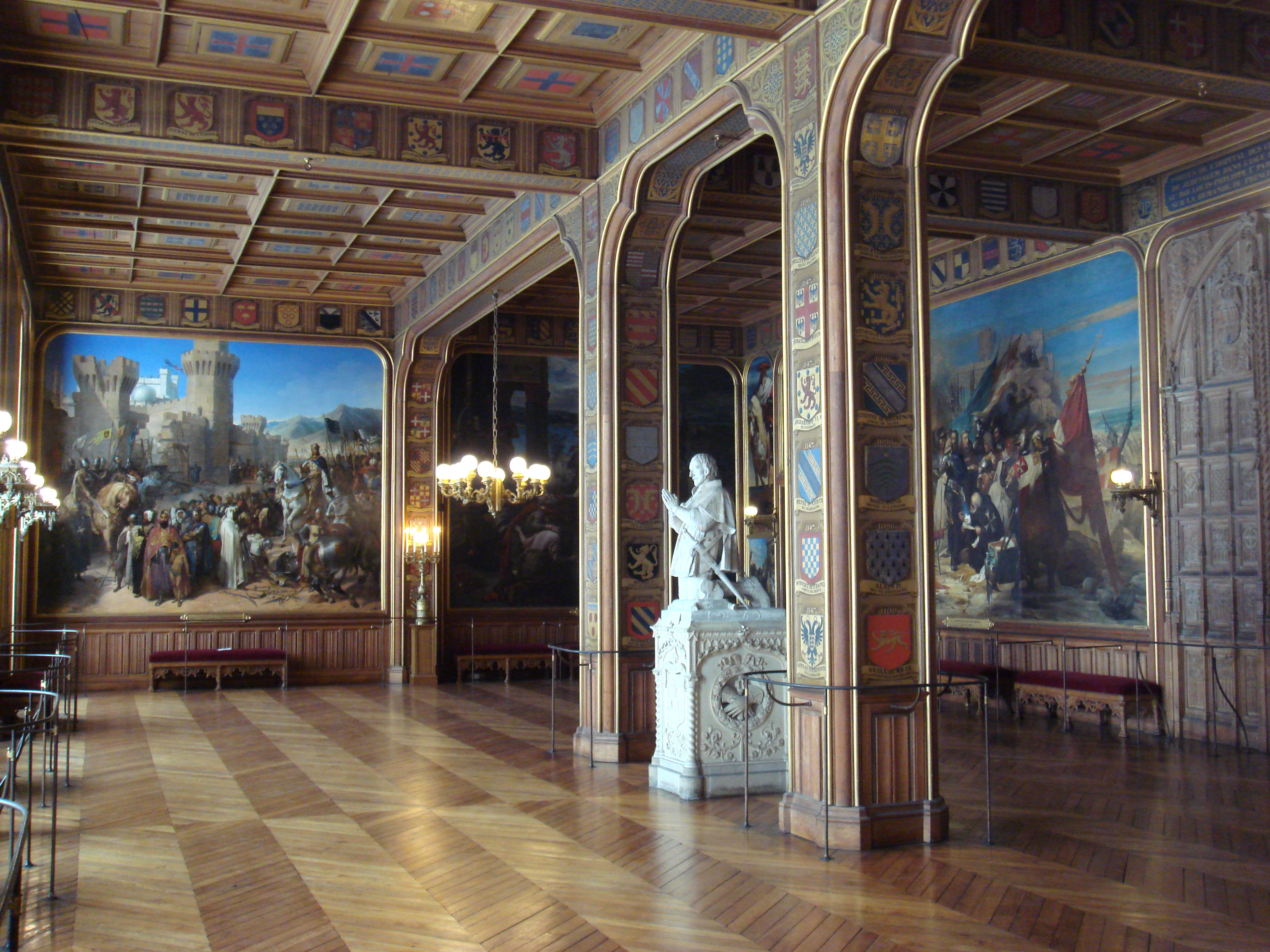
十字军东征大厅
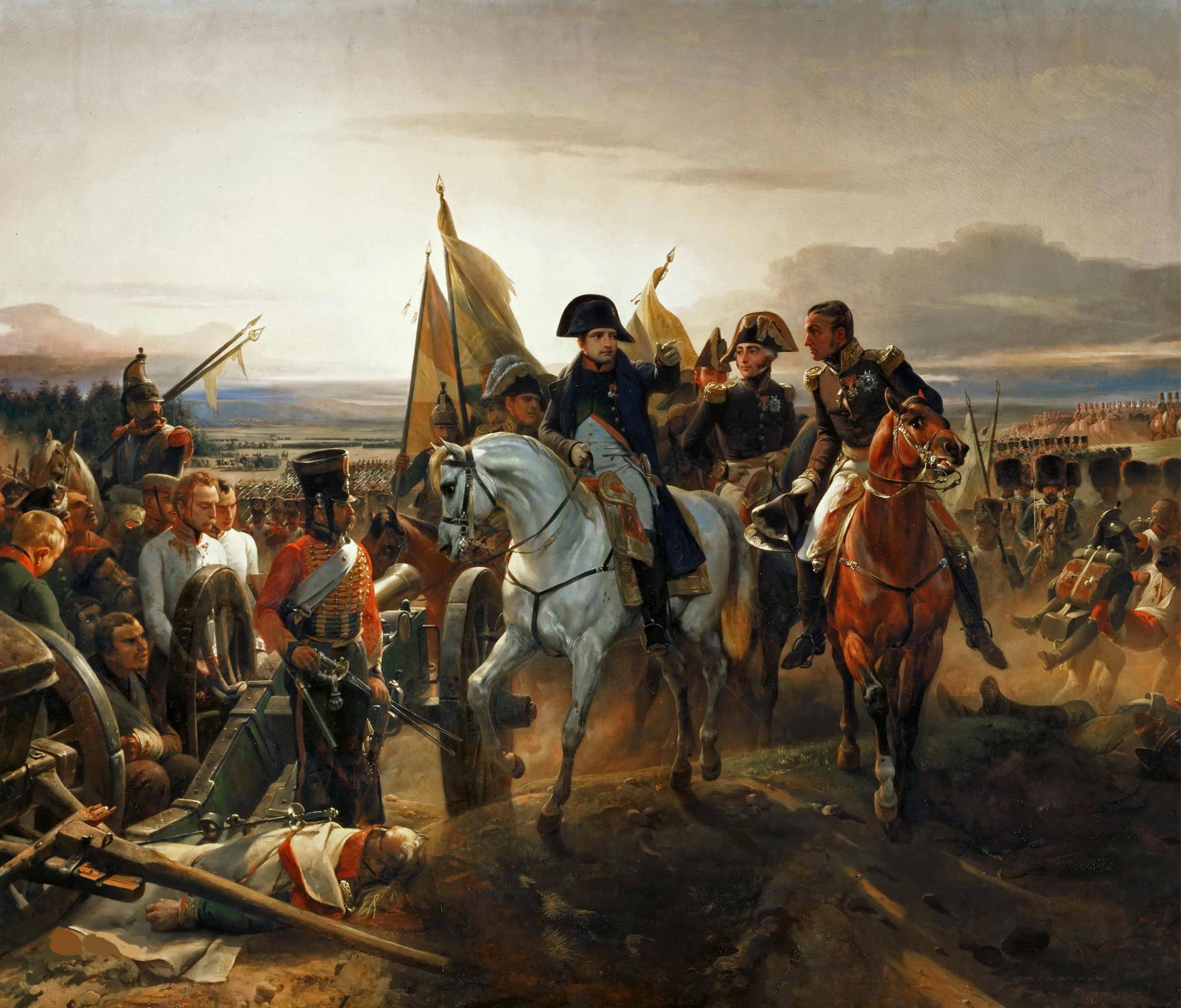
《弗里德蘭戰役中的拿破崙》（1807年），奥拉斯·韦尔内繪，現存战争画廊。

1830年，路易-菲利普一世決定將凡尔赛宫改造成一個專門展示“法國所有榮耀”的博物館，因此宮殿南翼的大部分套房被完全拆除，並改建成一系列的大房間和畫廊，其中战争画廊長約120公尺，寬13公尺，面積是鏡廳的兩倍。它是法國歷史博物館中最輝煌的房間。展出從羅浮宮移來，以众多战争為主题的大量绘画作品，如雅克-路易·大卫為拿破崙一世加冕的著名畫作，及《拿破仑翻越阿尔卑斯山》《普瓦捷战役》《里沃利战役》《亨利四世进入巴黎》等作品。
當1848年路易·菲利普被推翻後，戰鬥畫廊和展覽的作品依然保持原樣，目前一樓的另一組房間被則改造成路易十四及其宮廷的畫廊，展示相關的家具、繪畫和雕塑，目前凡尔赛宫有共有約1,000件博物館藏品。

### 王家礼拜堂

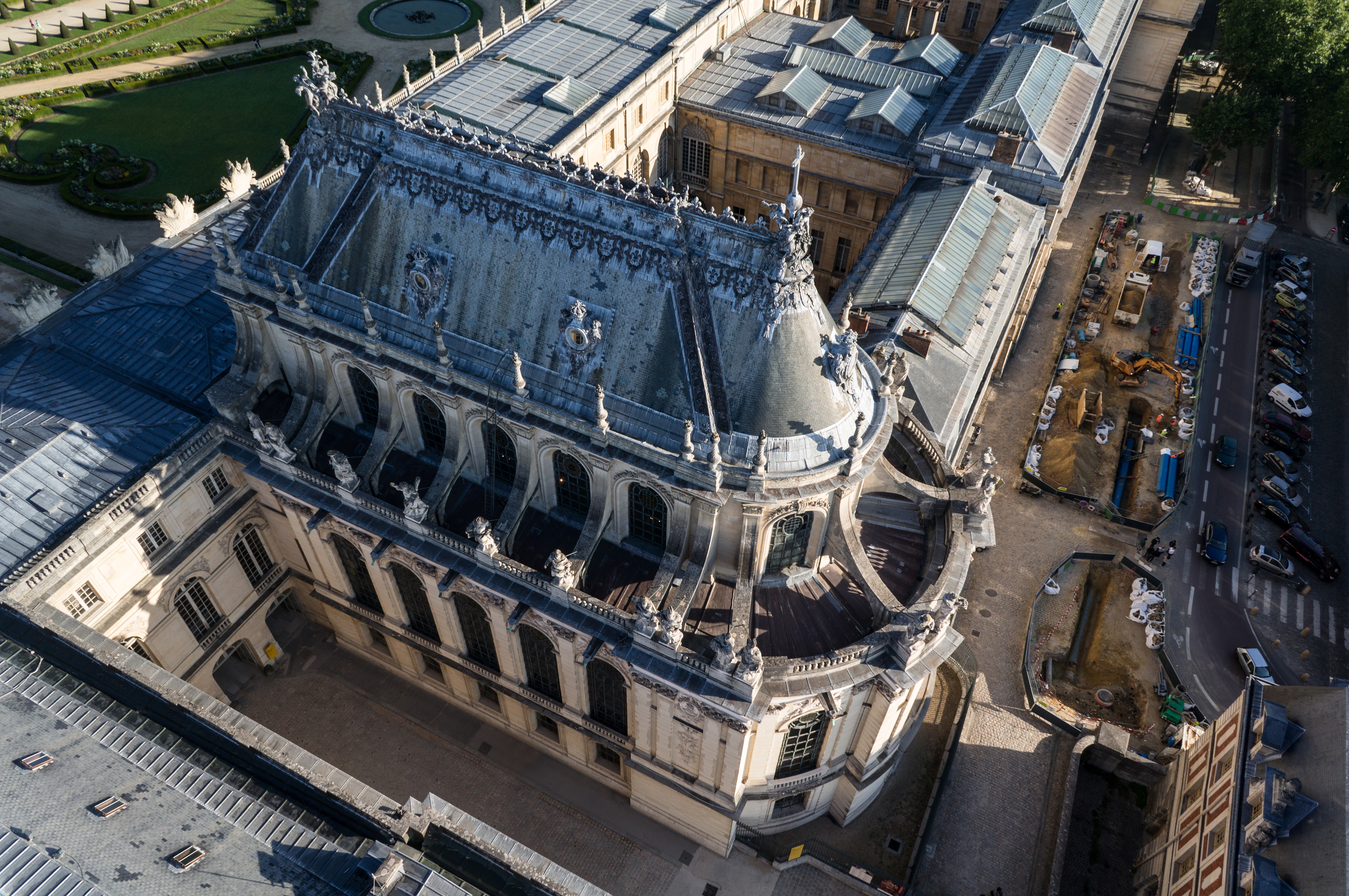
王家礼拜堂的鳥瞰圖

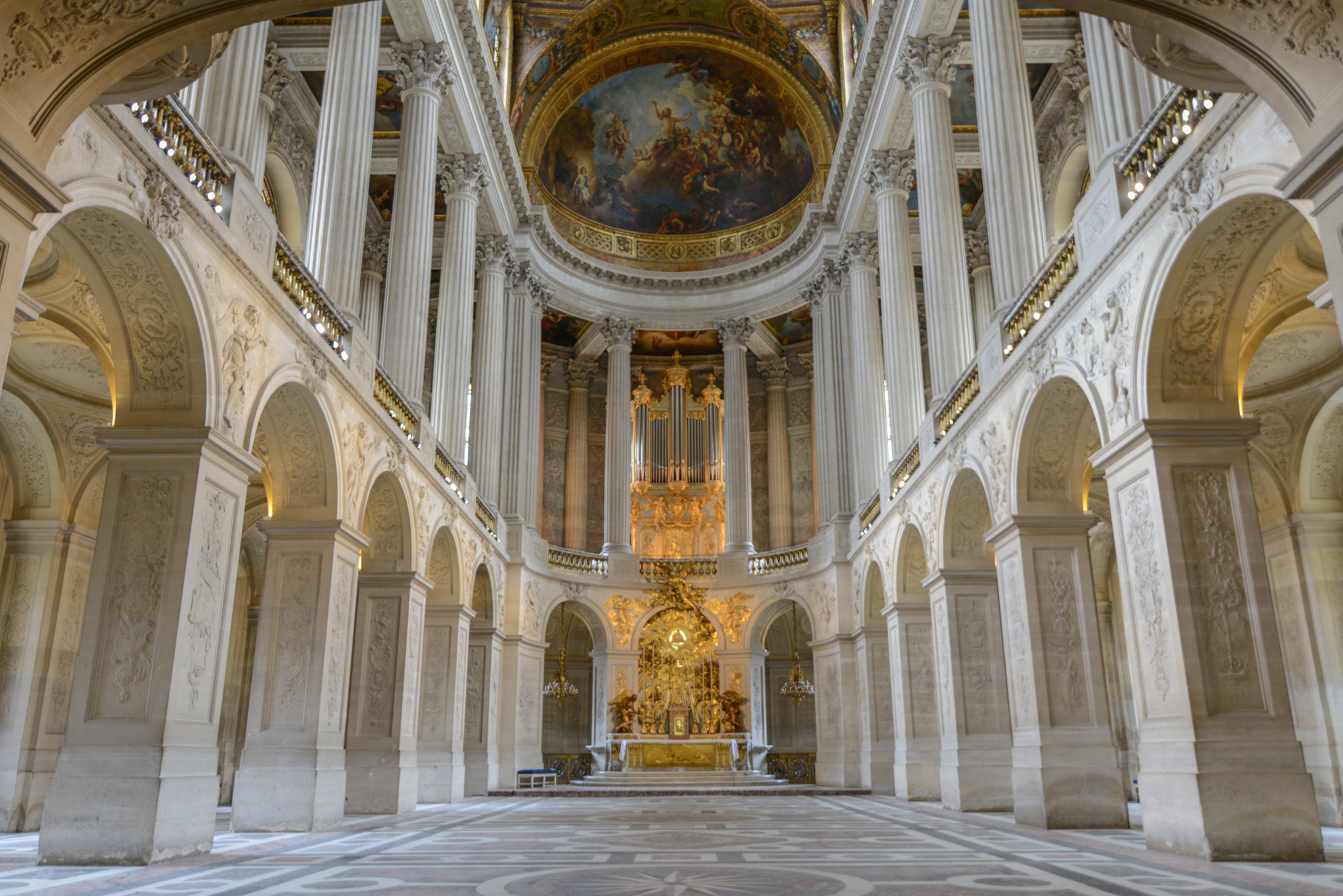
王家礼拜堂內部祭台，此處也是瑪麗·安托瓦內特和路易十六的結婚地點

王家礼拜堂在北翼楼群的南端，該建築高40公尺（130英尺），長42公尺（138英尺），寬24公尺（79英尺），是凡爾賽宮歷史上的第五個小堂，於1700年修建，路易十四称这座教堂是奉献给圣路易的。路易十四修建凡尔赛宫是为了在气势上胜过西班牙的埃斯科里亚尔修道院（修道院、宫殿综合建筑群），但没有把教堂布置在主要轴线上，反映出在路易十四时期的法兰西，王权已经高于神权。
王家礼拜堂是宮殿內部最豪華的地方之一，也是宮廷日常生活的焦點，禮拜堂分成上下兩層，上層為皇室專用，下層則為人民與官員使用，其中路易十五、王储路易（路易十五的王太子）、路易十六、普罗旺斯伯爵（路易十八）和阿图瓦伯爵（查理十世）都曾在这个教堂里举行婚礼。

## 園區

1700年左右的凡爾賽宮、公園和花園。

凡爾賽宮由宮殿、宮殿周圍的附屬建築、公園和花園組成。截至2021年6月，該園區共佔地面積800公頃（8.0平方公里；2,000英畝），在法國大革命前則有8,000多公頃，其中公園和花園分別設置在宮殿的南部、西部和北部。園區起初由路易十三建立以作為狩獵勝地，但從1661年開始擴大成了莊園，莊園的最大面積由大公园組成，過去曾是佔地15,000公頃（150平方公里，37,000英畝）的狩獵場，花園則被稱為小公园，過去曾佔地1,700公頃（17平方公里；4,200英畝），另外一座40公里（25英里）長、3.0公尺（10英尺）高的圍牆和24個大門則圍繞著園區。
由於地區原來是一片森林和沼澤荒地，因此工人們通過搬土和建造梯田來精心佈置通往宮殿和花園的入口。沼澤被則被修建成花園的一系列湖泊和池塘，然而周圍地區的水資源不足以提供龐大的宮殿、城市或花園。為了能讓凡爾賽宮有供水系統，1660年代時曾在比耶夫尔河築壩，1681年在马尔利勒鲁瓦附近的塞納河建造了马尔利机械泵站，並從厄尔河引水經由渠道引到凡爾賽。

### 花園

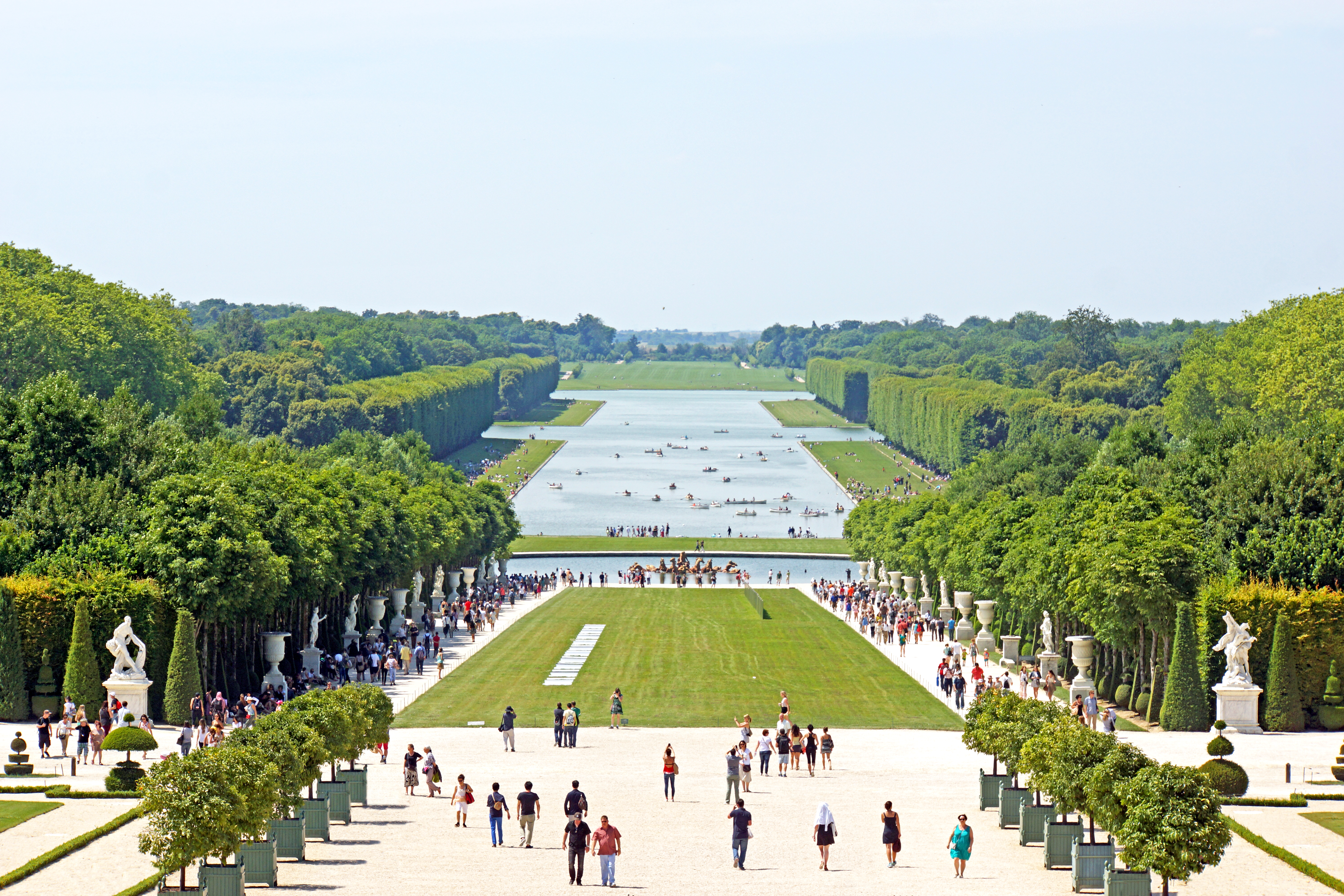
從宮殿向西北看凡爾賽花園

凡爾賽花園位於宮殿的西邊，該莊園起初由路易十三建立以作為狩獵勝地，後在路易十四的規劃下而成精心修剪的大型法式花園，園區中擁有整齊的草坪、花壇、雕塑噴泉。其周圍是林地以及凡爾賽市區。花園的東側是凡爾賽市，東北方是勒谢奈，北面是植物園，西面是凡爾賽平原（受保護的野生動物保護區），南面是森林。 2024年巴黎奥运会的马术与现代五项比赛在此举行。
花园以阿波罗喷泉为中心，主楼北部有勒托喷泉，主楼南部有桔园和温室。花园内有1400个喷泉，以及一条长1.6公里的十字形人工大运河。路易十四时期曾在运河上安排帆船进行海战表演，或布置贡多拉和船夫，模仿威尼斯运河风光。花园内还有森林、花径、温室、柱廊、神庙、村庄、动物园和众多散布的大理石雕像。

### 附屬建築

#### 凡爾賽橘園
凡爾賽宮的第一個附屬建築是凡爾賽動物園，是由景觀建築師路易·勒沃於1662-1664年之間建造於在大運河南端。1698年-1700年由弗朗索瓦·芒萨尔翻修，然而動物園在1712年遭到被廢棄，最終於在1801年遭到拆毀。
凡爾賽宮橘園則位於宮殿南面，同樣也是勒沃於1663年所設計建造，1681年-1685年，橘園進行了全面重建並將其原有的規模擴大了一倍，當前該設施種植了許多如橘子樹、月桂樹、石榴、桃金娘等繁盛的植物，也是花園最熱門的景點之一。
1679年末，路易十四曾委託芒薩爾建造马尔利城堡，該建築位於凡爾賽宮邊緣的一處隱居處，距離宮殿約8公里（5英里）。城堡由一座主要住宅樓和十二個帕拉第奧式建築風格的亭子所組成，马尔利城堡在大革命後的1799年被國有化出售，隨後在1805年遭到拆除，取而代之成為工業區的用地，2009年6月1日，馬爾城堡遺址的土地被轉讓給凡爾賽宮、博物館和國家莊園的公共機構。
灯笼小屋是一個狩獵小屋，以位於附近動物園頂部的燈籠命名，該建築由時任宮廷總督菲利普·路易·德·诺瓦耶於1787年建造。自1960年以來，它一直是总理府邸。

### 城堡
1668年，路易十四購買了大運河北端附近的特里亞農小村莊，並將土地上的建築物全數拆除，取而代之的則是委託景觀建築師路易·勒沃所建造的特里亞農瓷宮，這棟建造於1670年的建築物是歐洲中國風格（仿中國）建築的第一個案例，然而建築外牆裝飾及瓷磚隨著時間流逝而已經開裂和嚴重風化，從而在1687年路易十四下令拆毀。為了取代特里亞農宮，路易十四委託路易·勒沃建造了大特里亞農宮。

#### 大特里亚农宫
大特里亚农宫是1687年由路易十四为其情妇蒙特斯龐侯爵夫人所建造，為一层式建築，室内装潢相比之下比较朴素，路易十四时期，国王有时厌倦豪华的凡尔赛宫，也会到这里居住，此處也亦是舉辦音樂會及慶典節日的場所。1805-1815年，拿破仑與家人曾居住于此，此處同時也是1920年特里亞農條約的簽訂地點，在戴高樂執政時，大特里亞農宮的北翼曾成為法國總統的官邸。

#### 小特里亚农宫
小特里亚农宫是1762年由路易十五为其情妇龐巴度夫人建造，为典型的古典主义风格建筑，主要房间有大沙龙、小沙龙、画室、卧室、化妆室等，附近有路易十六为玛丽·安托瓦内特王后修建的瑞士农庄，有茅屋、磨坊、羊圈，王后常化妆为乡间牧羊女在此游玩。

## 現代政治的地位
當前凡尔赛宫仍然具有政治功能，也是法國多年官方使用的外交及宴請場地之一，其中由參議院和國民議會組成的兩院制議會，經常會在凡爾賽舉行聯席會議（法國議會的代表大會），以修訂或以其他方式修改法國憲法。

## 全景图

从城市所见的全景
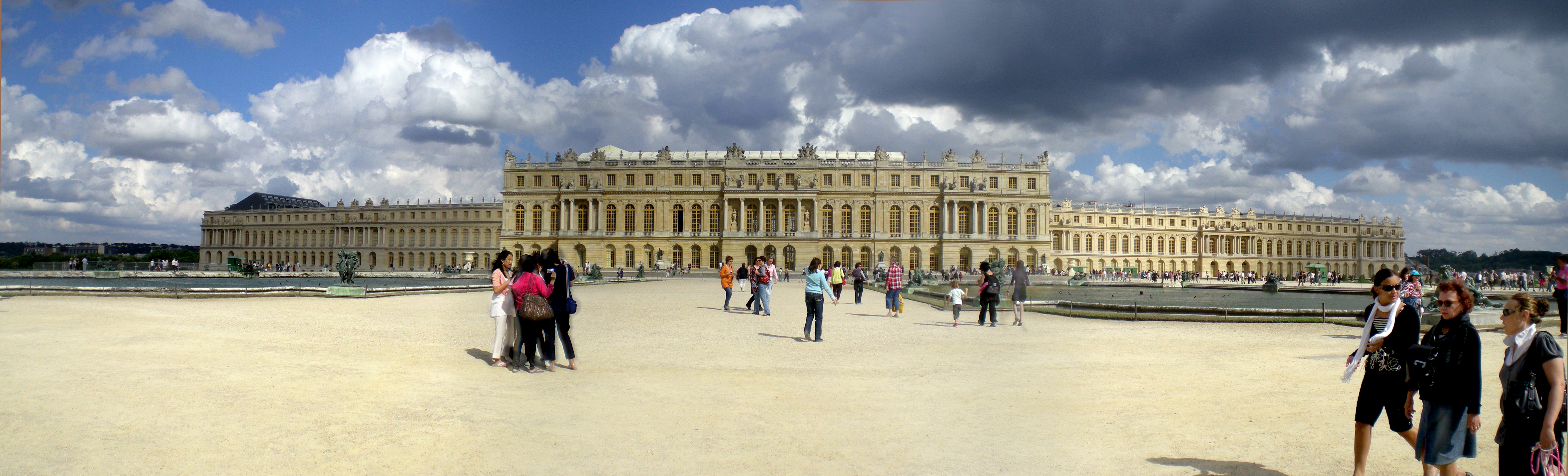
从公园所见的全景

### 引用
1. ↑  . Société des amis de Versailles（法语）. 24 July 2021  [8 September 2021]. （原始内容存档于2022-07-23） （法语）.
2. ↑  . UNESCO World Heritage Centre. United Nations Educational, Scientific, and Cultural Organization.   [9 Oct 2021]. （原始内容存档于2017-07-11）.
3. 1 2  Spaworth 2008，第2頁.
4. 1 2  Ayers 2004，第333頁.
5. ↑  .   [2014-07-27]. （原始内容存档于2014-07-18）.
6. ↑  Bonaham 2001，第58頁.
7. 1 2  Spaworth 2008，第4–5頁.
8. ↑  Spaworth 2008，第9頁.
9. ↑  Walton 1986，第35頁.
10. ↑  Berger 1994，第25頁.
11. ↑  Spaworth 2008，第5頁.
12. ↑  Blanning 2002，第36頁.
13. ↑  Spaworth 2008，第6頁.
14. ↑  Walton 1986，第67頁.
15. ↑  Palace of Versailles: Louis Le Vau.
16. ↑  Berger 1994，第66頁.
17. 1 2  Hoog 1996，第370頁.
18. ↑  Walton 1986，第91頁.
19. ↑  Spaworth 2008，第7–8頁.
20. ↑  Walton 1986，第38頁.
21. ↑  Blanning 2002，第33–40頁.
22. ↑  Bonaham 2001，第61–64頁.
23. ↑  Jones 2018，第42頁.
24. ↑  Doyle 2001，第173頁.
25. ↑  Swann 2001，第143, 145頁.
26. ↑  Jones 2018，第59–60, 65頁.
27. ↑  Spaworth 2008，第20–21頁.
28. ↑  . www.constitutionfacts.com.   [2021-10-26]. （原始内容存档于2022-05-18）.
29. ↑  Spaworth 2008，第21–24頁.
30. ↑  Lacaille 2012，第16–17頁.
31. ↑  Spaworth 2008，第24頁.
32. 1 2  Lacaille 2012，第19頁.
33. ↑  . Palace of Versailles. 22 November 2016  [2021-10-26]. （原始内容存档于2022-07-23）.
34. ↑  Lacaille 2012，第12頁.
35. ↑  Lacaille 2012，第20頁.
36. ↑  Lacaille, 2013 & page 13.
37. ↑  Iverson, Jeffrey, France Today, 19 July 2014
38. 1 2  . www.versailles3d.com.   [2021-10-26]. （原始内容存档于2022-05-18）.
39. ↑  Kemp 1976，第135–137頁
40. ↑  . Nytimes.com. 26 June 1978  [10 April 2020]. （原始内容存档于2022-07-23）.
41. 1 2  Site of the Public Establishment of the Chateau of Versailles (en.chateauversailles.fr)
42. ↑  Leloup, Michèle. . L'Express. 7 September 2006  [4 January 2021]. （原始内容存档于15 February 2008） （法语）.
43. ↑  . Paris 2024.   [29 July 2022]. （原始内容存档于2024-04-02） （英语）.
44. ↑  . UNESCO World Heritage Centre. United Nations Educational, Scientific, and Cultural Organization.   [9 Oct 2021]. （原始内容存档于2017-07-11）.
45. ↑  . Visual Arts Cork.   [10 August 2016]. （原始内容存档于2022-03-03）.
46. 1 2  Ayers 2004,also includes 700 rooms. p. 333.
47. ↑  Berger 1994，第64頁.
48. ↑  Spaworth 2008，第5–7頁.
49. ↑  Walton 1986，第53頁.
50. 1 2  Jones 2018，第24頁.
51. ↑  Kaufmann 1995，第320–22頁.
52. 1 2  UNESCO: Palace and Park of Versailles.
53. ↑  Kaufmann 1995，第323–24頁.
54. ↑  Kaufmann 1995，第338頁.
55. ↑  Berger, Robert. . The Pennsylvania State University Press University Park and London. 1985: 32.
56. ↑  Kisluk-Grosheide, Daniëlle; Rondot, Bertrand. . New Haven and London: Yale University Press.
57. ↑  Berger, Robert. . The Pennsylvania State University Press University Park and London. 1985: 38.
58. ↑  Saule 2013，第20頁.
59. ↑  Pérouse de Montclos，第262–264頁.
60. ↑  Saule 2013，第22頁.
61. ↑  Saule 2013，第23頁.
62. 1 2  Saule 2016，第32頁.
63. ↑  Saule 2013，第60頁.
64. ↑  . Encyclopedia Britannica.   [28 August 2017]. （原始内容存档于2020-08-22） （英语）.
65. 1 2  Saule 2013，第18–19頁.
66. 1 2 3  Walton 1986，第29頁.
67. ↑  Jones 2018，第44頁.
68. ↑  Hoog 1996，第371–72頁.
69. ↑  Jones 2018，第19–20頁.
70. ↑  Spaworth 2008，第16–17頁.
71. ↑  Jones 2018，第30–31頁.
72. ↑  Spaworth 2008，第4頁.
73. ↑  Jones 2018，第29頁.
74. 1 2  Walton 1986，第33頁.
75. 1 2 3  Palace of Versailles: Ménagerie.
76. ↑  Berger 1994，第107頁.
77. ↑  Berger 1994，第143頁.
78. ↑  Spaworth 2008，第15頁.
79. ↑  Berger 1994，第143–44頁.
80. ↑  Base Mérimée: Domaine national de Marly.
81. 1 2  Palace of Versailles: Estate of Marly.
82. 1 2  Hoog 1996，第372頁.
83. 1 2  Berger 1994，第68頁.
84. ↑  Berger 1994，第26, 68頁.
85. ↑  Baghdiantz-MacCabe 2008，第216, 219頁.
86. ↑  Berger 1994，第118頁.
87. ↑  Berger 1994，第119頁.
88. ↑  Palace of Versailles: Grand Trianon.
89. ↑  Hoog 1996，第373頁.
90. ↑  Jones 2018，第76頁.
91. ↑  William Safran, "France" in Politics in Europe (M. Donald Hancock et al., CQ Sage: 5th ed. 2012).